# 서덕출 창작동요제
서덕출 창작동요제는 2006년에 서덕출 탄생 100주년을 기리며 시작되었으며, 지금까지도 진행되고 있는 동요제이다. 
울산MBC가 주최하는 관계로 방송국의 심사를 통해 예선을 치른 후, 본선은 4월 하순 쯤에 울산 MBC를 통해 녹화 방송되었다. 
2006년부터 2011년까지는 울산, 경남 지역 일부에 한해 방송이 되었으나, 서울 MBC 창작동요제가 폐지된 이후, 2012년부터 2015년까지 전국 MBC로 송출하여 대한민국 전역에 방송되고 있다가, 2016년 대회부터 다시 지역방송체계로 전환되었다. 
매년 발표되는 곡들마다 어린이들에게 많은 사랑을 받고 있으며, 서덕출 창작동요제를 통해 좋은 노랫말과 아름다운 동요를 발굴해내며 좋은 동요를 많이 길러내었다. 
2006년 대회에서 김수진 어린이가 부른 《뚱보새》를 비롯하여 2007년 《댕글댕글 비뚤비뚤》, 2008년 《AM 7시》, 2009년《늘푸름이 아자아자》, 2010년《예쁜 꽃씨야, 예쁜 새싹아, 예쁜 꽃잎아》, 2011년《착한 사람이 지구를 지켜요》, 2012년《엄마의 향기》, 2013년《선물이 되어줄께》, 2014년《노래하는 바다》, 2015년《신나는 꿈 여행》, 2016년《하늘 친구 바다 친구》 등 비교적 알려진 대상곡들이며, 2006년부터 현재까지 총 본선 진출곡 수는 140곡이다. 
2020~2021년 당시에는 코로나 바이러스 발생으로 인해 2년 연속 뮤직비디오 방식으로 개최하다가 2022년 부터 다시 대면 관람이 재개되었다. 
2020년 제15회 대상곡은 《바람 꽃 향기》다. 
2021년 제16회 대상곡은 《슬라임 가족》이다. 
2022년 제17회 대상곡은 《아낌없이 꿈을 꾸는 별》이다. 
2023년 제18회 대상곡은 《팔도 비빔밥》이다.
2024년 제19회 대상곡은 《이야기 좀 들어줄래》다.
2025년 제20회 대상곡은 《부릉부릉 캠핑! 점핑!》이다.

## 역대 대상 수상곡
| 회차   | 연도   | 곡명                                | 작사     | 작곡   | 노래 |
| ------ | ------ | ----------------------------------- | -------- | ------ | --- |
| 제1회  | 2006년 | 뚱보새                              | 신천희   | 정재원 | 김수진(부산 동성초 6학년) |
| 제2회  | 2007년 | 댕글댕글 비뚤비뚤                   | 채정미   | 류정식 | 서수민, 김소진, 서정민, 권주아, 백지원, 배경민, 강승엽, 이지행, 장인서(중창) |
| 제3회  | 2008년 | AM 7시                              | 박용진   |        | 박지우, 김세현, 방재원, 이령희, 이하영, 이예지, 최소진(중창) |
| 제4회  | 2009년 | 늘푸름이 아자아자                   | 김하나   | 김남삼 | 이유정(서울 창도초 6학년) |
| 제5회  | 2010년 | 예쁜 꽃씨야 예쁜 새싹아 예쁜 꽃잎아 | 황베드로 | 정희선 | 장정윤(서울 한양초 5학년) |
| 제6회  | 2011년 | 착한 사람들이 지구를 지켜요         | 김지원   |        | 조현주, 이대규, 이호룡, 황수영, 곽민석, 정지원, 서지우, 김건, 정은수(울산 명촌초) |
| 제7회  | 2012년 | 엄마의 향기                         | 정수은   | 윤학준 | 이고은(서울 예일초 3학년) |
| 제8회  | 2013년 | 선물이 되어줄게                     | 임미옥   | 송세라 | 조정빈, 고영광(부산 맹학교 5,6학년) |
| 제9회  | 2014년 | 노래하는 바다                       | 손민정   |        | 손아리(서울 경기초 4학년) |
| 제10회 | 2015년 | 신나는 꿈여행                       | 조혜진   |        | 행복한 친구들(울산, 부산) |
| 제11회 | 2016년 | 하늘 친구 바다 친구                 | 한초롱   | 윤학준 | 은가비 중창단(부산) |
| 제12회 | 2017년 | 피아노 속 뮤지컬                    | 정진영   | 임수연 | 좋은소리 중창단 공미지. 이채원. 김지안. 김아인. 정주연. 강유진. 김예린. 이영서. 진서현 |
| 제13회 | 2018년 | 별 빛을 쫓는 고양이                 | 김지원   | 심태한 | 은가비 중창단(부산) |
| 제14회 | 2019년 | 떡!떡!떡!                           | 배인숙   |        | 쁘띠 앙상블(대구) |
| 제15회 | 2020년 | 바람 꽃 향기                        | 정수은   | 조오령 | 이윤서(용인 한빛초 5) |
| 제16회 | 2021년 | 슬라임 가족                         | 이호석   |        | 도란도란 중창단(제주) |
| 제17회 | 2022년 | 아낌없이 꿈을 꾸는 별               | 박윤희   | 문은정 | 육예서(서울 을지초 5) |
| 제18회 | 2023년 | 팔도 비빔밥                         | 하빈     | 문은정 | 늘해랑 리틀 싱어즈(서울 · 경기) 황유진(성남 낙생초 5) · 강려원(화성 한율초 5) · 윤희준(서울 충암초 5) 박성하(용인 석성초 4) · 배재희(용인 석현초 4) 표서연(시흥 배곧라온초 4) 고해나(용인 흥덕초 3) · 원아연(수원 산의초 3) · 이다은(화성 늘봄초 3) 박서은(인천 송도 존스국제크리스찬스쿨 2) |
| 제19회 | 2024년 | 이야기 좀 들어줄래                  | 심진하   | 김푸른 | 노래하는 햇살들(부산·경남) 김효빈, 배은유(부산 용수초 6) · 임채린(김해 봉명초 6) 최소윤(김해 진영대흥초 6) · 이소원(김해 석봉초 5) 김예나(김해 덕정초 4) · 정하율(부산 명원초 4) 황해봄(부산 정관초 4) · 홍예랑(김해 봉명초 3) · 장시우(김해 구지초 2)                                       |
| 제20회 | 2025년 | 부릉부릉 캠핑! 점핑!                | 김정녀   |        | 아름불휘(경기) 곽보경(용인 보정초 6) · 황에은(성남 당촌노 5) 김채은(성남 서당초 5) · 노현지(성남 판교초 5) |

## 개요
| - 방영일 : 2006년 4월 30일(일) [울산지역] - 개최일 : 4월 22일(토) - 장소 : 울산문화예술회관 대공연장 - 사회 : 김현철, 조재경 - 심사위원 - 이수인 : 작곡가 - 임웅균 : 한국예술종합학교 교수 - 김정철 : 동요발전소 대표 - 신춘희 : 경상일보 논설실장 - 조우현 : 작곡가 - 강동진 : 울산문화방송 편성제작국장 - 태연재활원생 - 시상내역 - 대상 1팀 : 상금 150만원, 상패 - 금상 1팀 : 상금 100만원, 상패 - 은상 1팀 : 상금 80만원, 상패 - 동상 1팀 : 상금 50만원, 상패 - 장려상 2팀 : 상금 30만원, 상패 - 인기상 1팀 : 상패(중복수상 가능) - 고운노랫말상 : 상금 100만원, 상패 (중복수상 가능) - 본선진출곡 : 입선 상패 참가팀 : 예선에 거쳐 본선에 15곡이 오름. \| 참가번호 \| 곡명 \| 작사 \| 작곡 \| 가창자 \| 비고 \| \| -------- \| ---------------- \| ------ \| ------ \| ----------------------------------------------------------------------------------------------- \| -------------- \| \| 1 \| 봄을 그리는 화가 \| 한예찬 \| 류정식 \| 꿈을 따는 아이들 강주선, 김소진, 김수연, 김정현, 백지원, 서수민, 서정민, 이보현, 전소연, 전화영 \| \| \| 2 \| 메아리 \| 김종영 \| 김남삼 \| 박은우(서울 학동초 5) \| \| \| 3 \| 봄날의 꿈 \| 김명희 \| 손정우 \| 해맑은아이들 이한나, 이다정, 조다혜, 송준혁, 윤정인, 안재경, 김민선 \| \| \| 4 \| 풍뎅이의 나들이 \| 김종영 \| 최경진 \| 김다영, 김민지, 김성록, 김수진, 김예은, 박가예, 신정빈, 이채린, 이현희, 최벽해 \| \| \| 5 \| 뚱보새 \| 한예찬 \| 정재원 \| 김수진(부산 동성초 6) \| 대상 \| \| 6 \| 동요나라 \| 김종영 \| 정우령 \| 김미지, 박은희, 백지원, 서명희, 서혜원, 이예람, 정윤지 \| \| \| 7 \| 햇살친구 메아리 \| 유영미 \| 이기경 \| 이규빈(경기 의정부 호암초3) \| \| \| 8 \| 물감찍기 \| 정민아 \| 안진현 \| 노은경, 박선영, 백주희, 최예진, 이신영(부산 두실초 4) \| \| \| 9 \| 가을밤 \| 박수진 \| 손현주 \| 인혜진(구리 동인초 6) \| 좋은 노랫말상 \| \| 10 \| 그런 세상 꿈꾸죠 \| 박은주 \| 석광희 \| 권다영, 김혜리, 이윤지, 이은진, 이재은, 임윤희, 최소영, 최지음 \| 장려상, 인기상 \| \| 11 \| 보따리 \| 공병호 \| 오상문 \| 김성훈, 박찬훈, 이원제, 장제석, 장준호, 정인서, 조용식, 최도현[1] \| 금상 \| \| 12 \| 서동의 노래 \| 이성관 \| 김윤이 \| 김가은(과천 청계초 5) \| \| \| 13 \| 빗방울 기차 \| 성윤정 \| 장은미 \| 강정윤, 김예빈, 김정현, 박성은, 박지해, 이예진, 이하림, 장재은, 정가희, 정민규, \| 동상 \| \| 14 \| 나의 친구 \| 윤학준 \| \| 윤희진(시흥 포리초 6) \| \| \| 15 \| 베개속의 꿈 \| 김형주 \| 이수하 \| 해맑은아이들 김재원, 사공민, 장윤영, 최은지, 송다원, 윤서현, 김재은 서울 구룡초 5 \| 장려상 \| |                  |        |        |                                                                                                 |                |
| 참가번호 | 곡명             | 작사   | 작곡   | 가창자                                                                                          | 비고           |
| 1 | 봄을 그리는 화가 | 한예찬 | 류정식 | 꿈을 따는 아이들 강주선, 김소진, 김수연, 김정현, 백지원, 서수민, 서정민, 이보현, 전소연, 전화영 |                |
| 2 | 메아리           | 김종영 | 김남삼 | 박은우(서울 학동초 5)                                                                           |                |
| 3 | 봄날의 꿈        | 김명희 | 손정우 | 해맑은아이들 이한나, 이다정, 조다혜, 송준혁, 윤정인, 안재경, 김민선                             |                |
| 4 | 풍뎅이의 나들이  | 김종영 | 최경진 | 김다영, 김민지, 김성록, 김수진, 김예은, 박가예, 신정빈, 이채린, 이현희, 최벽해                  |                |
| 5 | 뚱보새           | 한예찬 | 정재원 | 김수진(부산 동성초 6)                                                                           | 대상           |
| 6 | 동요나라         | 김종영 | 정우령 | 김미지, 박은희, 백지원, 서명희, 서혜원, 이예람, 정윤지                                          |                |
| 7 | 햇살친구 메아리  | 유영미 | 이기경 | 이규빈(경기 의정부 호암초3)                                                                     |                |
| 8 | 물감찍기         | 정민아 | 안진현 | 노은경, 박선영, 백주희, 최예진, 이신영(부산 두실초 4)                                           |                |
| 9 | 가을밤           | 박수진 | 손현주 | 인혜진(구리 동인초 6)                                                                           | 좋은 노랫말상  |
| 10 | 그런 세상 꿈꾸죠 | 박은주 | 석광희 | 권다영, 김혜리, 이윤지, 이은진, 이재은, 임윤희, 최소영, 최지음                                  | 장려상, 인기상 |
| 11 | 보따리           | 공병호 | 오상문 | 김성훈, 박찬훈, 이원제, 장제석, 장준호, 정인서, 조용식, 최도현                                  | 금상           |
| 12 | 서동의 노래      | 이성관 | 김윤이 | 김가은(과천 청계초 5)                                                                           |                |
| 13 | 빗방울 기차      | 성윤정 | 장은미 | 강정윤, 김예빈, 김정현, 박성은, 박지해, 이예진, 이하림, 장재은, 정가희, 정민규,                 | 동상           |
| 14 | 나의 친구        | 윤학준 |        | 윤희진(시흥 포리초 6)                                                                           |                |
| 15 | 베개속의 꿈      | 김형주 | 이수하 | 해맑은아이들 김재원, 사공민, 장윤영, 최은지, 송다원, 윤서현, 김재은 서울 구룡초 5               | 장려상         |

| - 방영일 : 2007년 (일) [울산지역] - 녹화일 : 4월 21일(토) - 장소 : 울산문화예술회관 대공연장 - 사회 : 이관열, 조재경 심사위원 - 시상내용 - 대상 1팀 : 상금 150만원, 상패 - 금상 1팀 : 상금 100만원, 상패 - 은상 1팀 : 상금 80만원, 상패 - 동상 1팀 : 상금 50만원, 상패 - 장려상 2팀 : 상금 30만원, 상패 - 인기상 1팀 : 상패(중복수상 가능) - 고운노랫말상 : 상금 100만원, 상패 (중복수상 가능) - 본선진출곡 : 입선 상패 참가팀 : 예선에 거쳐 본선에 15곡이 오름. \| 참가번호 \| 곡명 \| 작사 \| 작곡 \| 가창자 \| 비고 \| \| -------- \| ---------------------- \| ------ \| ---------------------------- \| ---------------------------------------------- \| ------------------ \| \| 1 \| 토마토 친구 \| 유영미 \| 이기경 \| 이규빈(의정부 호암초 4), 장윤영(성남 내정초 5) \| 동상 \| \| 2 \| 아기 잠자리 \| 연우 \| 김신혜 \| 김수현(서울 일원초 4) \| \| \| 3 \| 봄을 그리는 천사 \| 한예찬 \| 박민지 \| 전화영(부산 좌산초 6) \| \| \| 4 \| 비오는 숲 속 \| 홍혜영 \| 이승연 외 4명(성남 서당초 6) \| \| 은상 \| \| 5 \| 노래로 가득한 세상 \| 김지은 \| \| 강윤(김해 경운초 6) \| 장려상, 인기상 \| \| 6 \| 요술쟁이 아기거미 \| 연우 \| 임수연 \| 서재희(고양 신일초 5) \| \| \| 7 \| 댕글댕글 삐뚤삐뚤 \| 채정미 \| 류정식 \| 서수민 외 8(부산 용문초 6) \| 대상, 고운노래말상 \| \| 8 \| 소풍가는 날 \| 채기병 \| \| 김하림(과천 청계초 4) \| \| \| 9 \| 하얀 등대 \| 조경찬 \| \| 이애림(김해 신어초 6) \| \| \| 10 \| 하얀 성적표 \| 김소영 \| \| 김규리(평택 소사벌초 4) \| \| \| 11 \| 물방울 행진곡 \| 박은경 \| 석광희 \| 최지음 외 8(울산 화정초 6) \| 금상 \| \| 12 \| 고목나무에 매미 달렸네 \| 박용진 \| 오현승 \| 김민범(고양 고봉초 5) \| \| \| 13 \| 미운 오리 뒤뚱이 \| 김정녀 \| \| 박신영(부산 분포초 2) \| \| \| 14 \| 액자의 마음 \| 김재한 \| 최용기 \| 조윤지(용인 수지초 6) \| \| \| 15 \| 초록빛 왈츠 \| 한예찬 \| 김현정 \| 장주희(울산 삼신초 5) \| 장려상 \| |                        |        |                              |                                                |                    |
| 참가번호 | 곡명                   | 작사   | 작곡                         | 가창자                                         | 비고               |
| 1 | 토마토 친구            | 유영미 | 이기경                       | 이규빈(의정부 호암초 4), 장윤영(성남 내정초 5) | 동상               |
| 2 | 아기 잠자리            | 연우   | 김신혜                       | 김수현(서울 일원초 4)                          |                    |
| 3 | 봄을 그리는 천사       | 한예찬 | 박민지                       | 전화영(부산 좌산초 6)                          |                    |
| 4 | 비오는 숲 속           | 홍혜영 | 이승연 외 4명(성남 서당초 6) |                                                | 은상               |
| 5 | 노래로 가득한 세상     | 김지은 |                              | 강윤(김해 경운초 6)                            | 장려상, 인기상     |
| 6 | 요술쟁이 아기거미      | 연우   | 임수연                       | 서재희(고양 신일초 5)                          |                    |
| 7 | 댕글댕글 삐뚤삐뚤      | 채정미 | 류정식                       | 서수민 외 8(부산 용문초 6)                     | 대상, 고운노래말상 |
| 8 | 소풍가는 날            | 채기병 |                              | 김하림(과천 청계초 4)                          |                    |
| 9 | 하얀 등대              | 조경찬 |                              | 이애림(김해 신어초 6)                          |                    |
| 10 | 하얀 성적표            | 김소영 |                              | 김규리(평택 소사벌초 4)                        |                    |
| 11 | 물방울 행진곡          | 박은경 | 석광희                       | 최지음 외 8(울산 화정초 6)                     | 금상               |
| 12 | 고목나무에 매미 달렸네 | 박용진 | 오현승                       | 김민범(고양 고봉초 5)                          |                    |
| 13 | 미운 오리 뒤뚱이       | 김정녀 |                              | 박신영(부산 분포초 2)                          |                    |
| 14 | 액자의 마음            | 김재한 | 최용기                       | 조윤지(용인 수지초 6)                          |                    |
| 15 | 초록빛 왈츠            | 한예찬 | 김현정                       | 장주희(울산 삼신초 5)                          | 장려상             |

| - 방영일 : 2008년 [울산지역] - 개최일 : 4월 27일(일) - 장소 : 울산문화예술회관 대공연장 - 사회 : 배윤호, 김연경 - 심사위원(정보없음) - 시상내역 - 대상 1팀 : 상금 150만원, 상패 - 금상 1팀 : 상금 100만원, 상패 - 은상 1팀 : 상금 80만원, 상패 - 동상 1팀 : 상금 50만원, 상패 - 장려상 2팀 : 상금 30만원, 상패 - 인기상 1팀 : 상패(중복수상 가능) - 고운노랫말상 : 상금 100만원, 상패 (중복수상 가능) - 본선진출곡: 입선 상패 참가팀 : 예선에 거쳐 본선에 15곡이 오름. \| 참가번호 \| 곡명 \| 작사 \| 작곡 \| 가창자 \| 비고 \| \| -------- \| -------------------- \| ------ \| ------ \| ----------------------------------------------------------------------------------- \| ------------------- \| \| 1 \| 아침풍경 \| 한예찬 \| 정재원 \| 박서경, 문수연, 김수현, 이규원, 김수진, 최은혜, 박리나(서울 일원초 6) \| \| \| 2 \| 친구 되는 멋진 방법 \| 정수은 \| 임수연 \| 최창환, 임형민, 정승아, 김동경, 강신, 백채환, 이주연, 유성호, 이소현(김해 경운초 4) \| 금상 \| \| 3 \| 똑 소리 나는 내 친구 \| 김하나 \| 김남삼 \| 박재진(서울응봉초등학교 5학년) \| \| \| 4 \| 노랑미소 \| 김지원 \| 김지원 \| 윤준석, 김동현, 금민경, 이가영, 정희진, 이슬아, 김유빈(울산격동초 4) \| 은상 \| \| 5 \| 별똥별 떨어지던 날 \| 신호 \| 황성빈 \| 김하림, 유서영(과천청계초 5) \| \| \| 6 \| 눈을 감으면 \| 이슬기 \| 최경진 \| 이소영(안산해양초 4) \| \| \| 7 \| 숲 속 음악회 \| 유재봉 \| 유재봉 \| 국화정, 문정원, 김규희, 이가연, 배소영, 강소원, 김규리(부산교대부설초 6) \| \| \| 8 \| 나를 깨우는 아침 \| 성일용 \| 정은하 \| 오연수, 이유진, 송채영, 박미령, 박세원(서울 봉현초 5) \| \| \| 9 \| 사랑하는 우리 엄마 \| 조경찬 \| 조경찬 \| 강윤(김해 경운초 2) \| 장려상, 인기상 \| \| 10 \| 양파와 마늘처럼 \| 유영미 \| 이기경 \| 이규빈, 최은지, 안재경, 함승현, 김다인, 조다은, 안희성(경기호암초 5) \| 동상, 고운 노래말상 \| \| 11 \| 세상은 신기해 \| 정수은 \| 조혜진 \| 이윤지, 장주희, 이현수, 김찬은, 이창현, 남승민, 송지윤(삼신초 5) \| \| \| 12 \| 해님 아줌마 \| 이경숙 \| 정재원 \| 김정민(서울경기초 5) \| \| \| 13 \| AM 7시 \| 박용진 \| 박용진 \| 김세현, 방재원, 이령희, 박지우, 이하영, 이예지, 최소진(파주금릉초 4) \| 대상 \| \| 14 \| 빗방울 이야기 \| 박은주 \| 석광희 \| 김건희(부산해강초 6) \| \| \| 15 \| 별빛의 이야기 \| 한예찬 \| 이우영 \| 박정선, 김민경, 김수연, 조아란, 한민혜(용인토월초 6) \| 장려상 \| |                      |        |        |                                                                                     |                     |
| 참가번호 | 곡명                 | 작사   | 작곡   | 가창자                                                                              | 비고                |
| 1 | 아침풍경             | 한예찬 | 정재원 | 박서경, 문수연, 김수현, 이규원, 김수진, 최은혜, 박리나(서울 일원초 6)               |                     |
| 2 | 친구 되는 멋진 방법  | 정수은 | 임수연 | 최창환, 임형민, 정승아, 김동경, 강신, 백채환, 이주연, 유성호, 이소현(김해 경운초 4) | 금상                |
| 3 | 똑 소리 나는 내 친구 | 김하나 | 김남삼 | 박재진(서울응봉초등학교 5학년)                                                      |                     |
| 4 | 노랑미소             | 김지원 | 김지원 | 윤준석, 김동현, 금민경, 이가영, 정희진, 이슬아, 김유빈(울산격동초 4)                | 은상                |
| 5 | 별똥별 떨어지던 날   | 신호   | 황성빈 | 김하림, 유서영(과천청계초 5)                                                        |                     |
| 6 | 눈을 감으면          | 이슬기 | 최경진 | 이소영(안산해양초 4)                                                                |                     |
| 7 | 숲 속 음악회         | 유재봉 | 유재봉 | 국화정, 문정원, 김규희, 이가연, 배소영, 강소원, 김규리(부산교대부설초 6)            |                     |
| 8 | 나를 깨우는 아침     | 성일용 | 정은하 | 오연수, 이유진, 송채영, 박미령, 박세원(서울 봉현초 5)                               |                     |
| 9 | 사랑하는 우리 엄마   | 조경찬 | 조경찬 | 강윤(김해 경운초 2)                                                                 | 장려상, 인기상      |
| 10 | 양파와 마늘처럼      | 유영미 | 이기경 | 이규빈, 최은지, 안재경, 함승현, 김다인, 조다은, 안희성(경기호암초 5)                | 동상, 고운 노래말상 |
| 11 | 세상은 신기해        | 정수은 | 조혜진 | 이윤지, 장주희, 이현수, 김찬은, 이창현, 남승민, 송지윤(삼신초 5)                    |                     |
| 12 | 해님 아줌마          | 이경숙 | 정재원 | 김정민(서울경기초 5)                                                                |                     |
| 13 | AM 7시               | 박용진 | 박용진 | 김세현, 방재원, 이령희, 박지우, 이하영, 이예지, 최소진(파주금릉초 4)                | 대상                |
| 14 | 빗방울 이야기        | 박은주 | 석광희 | 김건희(부산해강초 6)                                                                |                     |
| 15 | 별빛의 이야기        | 한예찬 | 이우영 | 박정선, 김민경, 김수연, 조아란, 한민혜(용인토월초 6)                                | 장려상              |

| - 방영일 : 2009년 5월 3일 (일) [울산지역] - 녹화일 : 4월 12일(일) - 장소 : 울산문화예술회관 대공연장 - 사회 : 배윤호, 김연경 - 심사위원 - 신춘희(경상일보 논설실장) - 고경심(울산광역시 중구 여성합창단) - 채수미(울산광역시 중구 여성합창단) - 울산광역시 중구 여성합창단 단원 18명 - 오정범(울산 MBC 편성제작국장) - 어린이 심사위원(동백초등학교 어린이 심사단) - 인기상 심사 - 시상내역 - 대상 1팀 : 상금 150만원, 상패 - 금상 1팀 : 상금 100만원, 상패 - 은상 1팀 : 상금 80만원, 상패 - 동상 1팀 : 상금 50만원, 상패 - 장려상 2팀 : 상금 30만원, 상패 - 인기상 1팀 : 상패(중복수상 가능) - 고운노랫말상 : 상금 100만원, 상패 (중복수상 가능) - 본선진출곡: 입선 상패 참가팀 : 예선에 거쳐 본선에 15곡이 오름. \| 참가번호 \| 곡명 \| 작사 \| 작곡 \| 가창자 \| 비고 \| \| -------- \| --------------------- \| ------ \| ------ \| --------------------------------------------------------------------------------------------------------------- \| ------------------------ \| \| 1 \| 빗방울 \| 채기병 \| 채기병 \| 동요드림 중창단 이희원, 방재원, 박인지, 박지우, 이유진, 김정원, 정인우, 안현정, 조율이 (경기 고양 다솜초 6) \| \| \| 2 \| 짜리몽땅 피노키오 \| 유영미 \| 이기경 \| 이규빈(경기 의정부 호암초등학교 6학년) \| \| \| 3 \| 푸른 산이 좋아 \| 조혜진 \| 조혜진 \| 이예빈, 이아현, 이다영, 한미진, 구교진, 백채환, 차현지, 류수민, 김혜원 (경남 김해 신어초 3) \| \| \| 4 \| 사랑을 먹는 아이 \| 박수연 \| 박수연 \| 황영인(부산 광남초등학교 4학년) \| \| \| 5 \| 하늘을 나는 마차 \| 신 호 \| 황성빈 \| 이유진, 김소현, 권유빈, 박인영, 김다인 (경기 용인 정평초 5) \| 장려상 \| \| 6 \| 하하호호 떡볶이 집 \| 이복자 \| 김희정 \| 엄승경(부산 동성초등학교 3학년) \| \| \| 7 \| 5교시 수업시간 \| 박은주 \| 석광희 \| 임세영, 이유진, 김은서, 이윤지, 이창현, 정윤지, 다싸스예린 (울산 백합초 5) \| 은상 고운노랫말상 인기상 \| \| 8 \| 언제나 함께 할거야 \| 김드리 \| 정재원 \| 원유리(경기 안산 시곡 초등학교 6학년) \| 장려상 \| \| 9 \| 비 오는 날의 술래잡기 \| 박경진 \| 구선영 \| 늘해랑중창단 김규빈, 이성주, 노주영, 박민지, 이소현, 고시은, 김문영, 이주현, 박수연, 오수희(경기 수원 잠원초 6) \| \| \| 10 \| 다섯 글자 예쁜말 \| 정수은 \| 임수연 \| 강 윤(경남 김해 경운초등학교 3학년) \| \| \| 11 \| 눈썰매장 가는날 \| 유재봉 \| 유재봉 \| 장오은, 엄지민, 안수민, 강주은, 조다은, 엄지원, 이명진(경기 성남 내정초 5) \| 금상 \| \| 12 \| 늘푸름이 아자아자 \| 김하나 \| 김남삼 \| 이유정(서울 창도초등학교 6학년) \| 대상 \| \| 13 \| 미운 아기 오리 \| 김지원 \| 김지원 \| 이슬아, 안홍신, 복예진, 김찬희, 김유빈, 신유빈, 서현지, 박희주, 김현지, 권성재 (울산 격동초 6) \| \| \| 14 \| 외딴섬 우체통 \| 조경찬 \| 허복남 \| 최창환(경남 김해 경운초 5) \| \| \| 15 \| 오월의 왈츠 \| 한예찬 \| 이수하 \| 최은지(서울 구룡초 6) 안재경(서울 포이초 6) \| 동상 \| |                       |        |        | |                          |
| 참가번호 | 곡명                  | 작사   | 작곡   | 가창자 | 비고                     |
| 1 | 빗방울                | 채기병 | 채기병 | 동요드림 중창단 이희원, 방재원, 박인지, 박지우, 이유진, 김정원, 정인우, 안현정, 조율이 (경기 고양 다솜초 6)     |                          |
| 2 | 짜리몽땅 피노키오     | 유영미 | 이기경 | 이규빈(경기 의정부 호암초등학교 6학년)                                                                          |                          |
| 3 | 푸른 산이 좋아        | 조혜진 | 조혜진 | 이예빈, 이아현, 이다영, 한미진, 구교진, 백채환, 차현지, 류수민, 김혜원 (경남 김해 신어초 3)                     |                          |
| 4 | 사랑을 먹는 아이      | 박수연 | 박수연 | 황영인(부산 광남초등학교 4학년)                                                                                 |                          |
| 5 | 하늘을 나는 마차      | 신 호  | 황성빈 | 이유진, 김소현, 권유빈, 박인영, 김다인 (경기 용인 정평초 5)                                                     | 장려상                   |
| 6 | 하하호호 떡볶이 집    | 이복자 | 김희정 | 엄승경(부산 동성초등학교 3학년)                                                                                 |                          |
| 7 | 5교시 수업시간        | 박은주 | 석광희 | 임세영, 이유진, 김은서, 이윤지, 이창현, 정윤지, 다싸스예린 (울산 백합초 5)                                      | 은상 고운노랫말상 인기상 |
| 8 | 언제나 함께 할거야    | 김드리 | 정재원 | 원유리(경기 안산 시곡 초등학교 6학년)                                                                           | 장려상                   |
| 9 | 비 오는 날의 술래잡기 | 박경진 | 구선영 | 늘해랑중창단 김규빈, 이성주, 노주영, 박민지, 이소현, 고시은, 김문영, 이주현, 박수연, 오수희(경기 수원 잠원초 6) |                          |
| 10 | 다섯 글자 예쁜말      | 정수은 | 임수연 | 강 윤(경남 김해 경운초등학교 3학년)                                                                             |                          |
| 11 | 눈썰매장 가는날       | 유재봉 | 유재봉 | 장오은, 엄지민, 안수민, 강주은, 조다은, 엄지원, 이명진(경기 성남 내정초 5)                                      | 금상                     |
| 12 | 늘푸름이 아자아자     | 김하나 | 김남삼 | 이유정(서울 창도초등학교 6학년)                                                                                 | 대상                     |
| 13 | 미운 아기 오리        | 김지원 | 김지원 | 이슬아, 안홍신, 복예진, 김찬희, 김유빈, 신유빈, 서현지, 박희주, 김현지, 권성재 (울산 격동초 6)                  |                          |
| 14 | 외딴섬 우체통         | 조경찬 | 허복남 | 최창환(경남 김해 경운초 5)                                                                                      |                          |
| 15 | 오월의 왈츠           | 한예찬 | 이수하 | 최은지(서울 구룡초 6) 안재경(서울 포이초 6)                                                                     | 동상                     |

| - 방영일 : 2010년 5월 9일(일) [울산지역] - 녹화일 : 5월 1일(토) - 장소 : 울산문화예술회관 대공연장 - 사회 : 배윤호, 김연경 - 심사위원 - 여자경(지휘자) - 오승용(바리톤) - 신춘희(경상일보 논설실장) - 오정범(울산 MBC 보도제작국장) - 어린이 심사위원(울산 신정초등학교 어린이 심사단) - 인기상 심사 - 시상내역 - 대상 1팀 : 상금 150만원, 상패 - 금상 1팀 : 상금 100만원, 상패 - 은상 1팀 : 상금 80만원, 상패 - 동상 1팀 : 상금 50만원, 상패 - 장려상 2팀 : 상금 30만원, 상패 - 인기상 1팀 : 상패 (중복수상 가능) - 고운노랫말상 : 상금 100만원, 상패 (중복수상 가능) - 본선진출곡 : 입선 상패 참가팀 : 예선에 거쳐 본선에 15곡이 오름. \| 참가번호 \| 곡명 \| 작사 \| 작곡 \| 가창자 \| 비고 \| \| -------- \| ----------------------------------- \| -------- \| ------ \| -------------------------------------------------------------------------------------------- \| ----------------- \| \| 1 \| 우리들 음악 시간 \| 김드리 \| \| 늘해랑 중창단 (박민지, 김문영, 노주영, 이주현, 박예빈, 임선희, 강영서, 김희선) \| 장려상 \| \| 2 \| 네가 웃어주면 \| 정수은 \| 최아람 \| 강윤(경남 김해 경운초 4) 최창환(같은 학교 6) \| 금상 \| \| 3 \| 숨바꼭질 \| 김진숙 \| 백승학 \| 곽은주, 송나영, 강진아, 황윤지, 이현주, 박소영, 최은주(경기 안산 초당초 외) \| 동상 고운노랫말상 \| \| 4 \| 푸른 달팽이 \| 정수은 \| 손정아 \| 이소영(경기 안산 해양초 6) 한채연(경기 용인 석현초 4) \| \| \| 5 \| 도토리 키재기야 \| 이성동 \| 김재한 \| 장진영, 이주미, 박신영, 황영인, 김규리, 엄승경, 문정원, 김희정(부산 용문초 외) \| \| \| 6 \| 이런 음식 어때요 \| 최재혁 \| \| 김진수, 김민수, 김나영, 김동현, 엄예진, 이지은, 고나은, 김희서(서울 대명초 외) \| \| \| 7 \| 쓱싹쓱싹 청소대장 \| 홍조은 \| 김희정 \| 백채환(경남 창원 반송초등학교 5학년) \| \| \| 8 \| 밖에서 뛰어 놀아요 \| 김춘남 \| 김춘남 \| 김가언, 오혜진, 최세명, 한규미, 조현주, 이대규, 이호룡, 정지원, 김동은(울산 월계초 외) \| \| \| 9 \| 파랑새 \| 김정도 \| \| 박예빈(수원 소화초 4) \| \| \| 10 \| 미소 볶음밥 \| 정수은 \| 조혜진 \| 이유진, 윤주영, 최수아, 김현아, 신은지, 황지민, 이희준, 박민선, 윤시영 (서울 봉현초 외) \| 장려상 \| \| 11 \| 분교마을 선생님 \| 이성관 \| 정재원 \| 서지영(서울 수암초 5) \| \| \| 12 \| 사과나무의 소원 \| 홍인표 \| 최지현 \| 김은서, 이창현, 민하원, 이지원, 이소원, 다싸스예린, 이연지, 한예지(울산 동백초 외) \| 인기상 \| \| 13 \| 안녕하세요 \| 이연주 \| 이용호 \| 이윤재(경기 구리 동인초 5) 배다영(경기 평택 소사벌초 2) \| 은상 \| \| 14 \| 사진찍기 \| 최윤정 \| 유승훈 \| 코콜로 중창단 남채영, 임이주, 이지이, 이임정, 손지우, 정원우, 이성현, 최서영(대전 신평초 외) \| \| \| 15 \| 예쁜 꽃씨야 예쁜 새싹아 예쁜 꽃잎아 \| 황베드로 \| 정희선 \| 장정윤(서울 한양대부설초 5) \| 대상 \| |                                     |          |        |                                                                                              |                   |
| 참가번호 | 곡명                                | 작사     | 작곡   | 가창자                                                                                       | 비고              |
| 1 | 우리들 음악 시간                    | 김드리   |        | 늘해랑 중창단 (박민지, 김문영, 노주영, 이주현, 박예빈, 임선희, 강영서, 김희선)               | 장려상            |
| 2 | 네가 웃어주면                       | 정수은   | 최아람 | 강윤(경남 김해 경운초 4) 최창환(같은 학교 6)                                                 | 금상              |
| 3 | 숨바꼭질                            | 김진숙   | 백승학 | 곽은주, 송나영, 강진아, 황윤지, 이현주, 박소영, 최은주(경기 안산 초당초 외)                  | 동상 고운노랫말상 |
| 4 | 푸른 달팽이                         | 정수은   | 손정아 | 이소영(경기 안산 해양초 6) 한채연(경기 용인 석현초 4)                                        |                   |
| 5 | 도토리 키재기야                     | 이성동   | 김재한 | 장진영, 이주미, 박신영, 황영인, 김규리, 엄승경, 문정원, 김희정(부산 용문초 외)               |                   |
| 6 | 이런 음식 어때요                    | 최재혁   |        | 김진수, 김민수, 김나영, 김동현, 엄예진, 이지은, 고나은, 김희서(서울 대명초 외)               |                   |
| 7 | 쓱싹쓱싹 청소대장                   | 홍조은   | 김희정 | 백채환(경남 창원 반송초등학교 5학년)                                                         |                   |
| 8 | 밖에서 뛰어 놀아요                  | 김춘남   | 김춘남 | 김가언, 오혜진, 최세명, 한규미, 조현주, 이대규, 이호룡, 정지원, 김동은(울산 월계초 외)       |                   |
| 9 | 파랑새                              | 김정도   |        | 박예빈(수원 소화초 4)                                                                        |                   |
| 10 | 미소 볶음밥                         | 정수은   | 조혜진 | 이유진, 윤주영, 최수아, 김현아, 신은지, 황지민, 이희준, 박민선, 윤시영 (서울 봉현초 외)      | 장려상            |
| 11 | 분교마을 선생님                     | 이성관   | 정재원 | 서지영(서울 수암초 5)                                                                        |                   |
| 12 | 사과나무의 소원                     | 홍인표   | 최지현 | 김은서, 이창현, 민하원, 이지원, 이소원, 다싸스예린, 이연지, 한예지(울산 동백초 외)           | 인기상            |
| 13 | 안녕하세요                          | 이연주   | 이용호 | 이윤재(경기 구리 동인초 5) 배다영(경기 평택 소사벌초 2)                                      | 은상              |
| 14 | 사진찍기                            | 최윤정   | 유승훈 | 코콜로 중창단 남채영, 임이주, 이지이, 이임정, 손지우, 정원우, 이성현, 최서영(대전 신평초 외) |                   |
| 15 | 예쁜 꽃씨야 예쁜 새싹아 예쁜 꽃잎아 | 황베드로 | 정희선 | 장정윤(서울 한양대부설초 5)                                                                  | 대상              |

| - 방영일 : 2011년 5월 5일(목) [울산지역] - 녹화일 : 4월 23일 (토) - 장소 : 울산 현대예술관 대공연장 - 사회 : 배윤호, 이윤지, 이관열 - 심사위원 (내용 정보 없음) - 시상내역 - 대상 1팀 : 상금 150만원, 상패 - 금상 1팀 : 상금 100만원, 상패 - 은상 1팀 : 상금 80만원, 상패 - 동상 1팀 : 상금 50만원, 상패 - 장려상 1팀 : 상금 30만원, 상패 - 인기상 1팀 : 상패 (중복수상 가능) - 고운노랫말상 : 상금 100만원, 상패 (중복수상 가능) - 본선진출곡 : 입선 상패 참가팀 : 예선에 거쳐 본선에 13곡이 오름. \| 참가번호 \| 곡명 \| 작사 \| 작곡 \| 가창자 \| 비고 \| \| -------- \| --------------------------- \| ------ \| --------------------------- \| -------------------------------------------------------------------- \| ------ \| \| 1 \| 골목길 행진곡 \| 김형주 \| 드미트리 로카렌코프(노승민) \| 소리바람 중창단 (김용경 외 7) \| \| \| 2 \| 빗방울 그치면 \| 이연주 \| \| 배다영(경기 평택 소사벌 3) \| 인기상 \| \| 3 \| 아빠 손을 잡고 걸으면 \| 정수은 \| 조혜진 \| 강희정 \| 금상 \| \| 4 \| 아기 토끼 \| 유재봉 \| \| 김다혜, 김채은, 김하은, 류안나, 박민정, 이채은, 장온유 \| 장려상 \| \| 5 \| 친구가 된다면 \| 김정도 \| \| 이푸름, 허진영 \| \| \| 6 \| 자작나무 숲 \| 성일용 \| 정은하 \| 서유빈(경기 수원 동신초 6) \| 동상 \| \| 7 \| 상추와 깻잎 \| 이수영 \| 김세은 \| 김나영(서울 잠원초교 2) 이다훈(경기 성남 매송초 2) \| \| \| 8 \| 꿈의 조각배 \| 한예찬 \| 손민정 \| 김혜윤, 김지우, 임한슬, 정유진(중창) \| 은상 \| \| 9 \| 우리 선생님은 의사 \| 김민성 \| 최재혁 \| 배규리, 이아라(대구 경북대 부설초 외) \| \| \| 10 \| 착한 사람들이 지구를 지켜요 \| 김지원 \| \| 곽민석, 김건, 서지우, 이대규, 이호룡, 정은수, 조현주, 정지원, 황수영 \| 대상 \| \| 11 \| 놀이동산 가는 날 \| 한수성 \| \| 김규리(부산 해강초 5) \| \| \| 12 \| 노래가 만든 세상 \| 윤학준 \| \| 늘해랑중창단 (손지원 외 9명) \| \| \| 13 \| 하나되는 행복한 세상 \| 김영민 \| \| 김현진(충남 천안 오성초 4) \| \| |                             |        |                             |                                                                      |        |
| 참가번호 | 곡명                        | 작사   | 작곡                        | 가창자                                                               | 비고   |
| 1 | 골목길 행진곡               | 김형주 | 드미트리 로카렌코프(노승민) | 소리바람 중창단 (김용경 외 7)                                        |        |
| 2 | 빗방울 그치면               | 이연주 |                             | 배다영(경기 평택 소사벌 3)                                           | 인기상 |
| 3 | 아빠 손을 잡고 걸으면       | 정수은 | 조혜진                      | 강희정                                                               | 금상   |
| 4 | 아기 토끼                   | 유재봉 |                             | 김다혜, 김채은, 김하은, 류안나, 박민정, 이채은, 장온유               | 장려상 |
| 5 | 친구가 된다면               | 김정도 |                             | 이푸름, 허진영                                                       |        |
| 6 | 자작나무 숲                 | 성일용 | 정은하                      | 서유빈(경기 수원 동신초 6)                                           | 동상   |
| 7 | 상추와 깻잎                 | 이수영 | 김세은                      | 김나영(서울 잠원초교 2) 이다훈(경기 성남 매송초 2)                   |        |
| 8 | 꿈의 조각배                 | 한예찬 | 손민정                      | 김혜윤, 김지우, 임한슬, 정유진(중창)                                 | 은상   |
| 9 | 우리 선생님은 의사          | 김민성 | 최재혁                      | 배규리, 이아라(대구 경북대 부설초 외)                                |        |
| 10 | 착한 사람들이 지구를 지켜요 | 김지원 |                             | 곽민석, 김건, 서지우, 이대규, 이호룡, 정은수, 조현주, 정지원, 황수영 | 대상   |
| 11 | 놀이동산 가는 날            | 한수성 |                             | 김규리(부산 해강초 5)                                                |        |
| 12 | 노래가 만든 세상            | 윤학준 |                             | 늘해랑중창단 (손지원 외 9명)                                         |        |
| 13 | 하나되는 행복한 세상        | 김영민 |                             | 김현진(충남 천안 오성초 4)                                           |        |

| - 방영일 : 2012년 5월 2일(수) [울산지역] / 2012년 5월 3일(목) 대한민국 전역 - 녹화일 : 4월 28일 (토) - 장소 : 울산문화예술회관 대공연장 - 사회 : 이관열, 김보라 - 심사위원 - 김동성(호원대학교 실용음악과 교수) - 이민숙(MBC 뽀뽀뽀 음악감독) - 박철홍(동아대학교 음대 교수) - 김방술(소프라노) - 신춘희(동시인, 전 경상일보 논설실장) - 어린이 심사위원(옥서초등학교 합창단) - 인기상 심사 - 시상내역 - 대상 1팀 : 상금 150만원, 상패 - 금상 1팀 : 상금 100만원, 상패 - 은상 1팀 : 상금 80만원, 상패 - 동상 1팀 : 상금 50만원, 상패 - 장려상 1팀 : 상금 30만원, 상패 - 인기상 1팀 : 상패 (중복수상 가능) - 고운노랫말상 : 상금 100만원, 상패 (중복수상 가능) - 본선진출곡 : 입선 상패 참가팀 : 예선에 거쳐 본선에 13곡이 오름. \| 참가번호 \| 곡명 \| 작사 \| 작곡 \| 가창자 \| 비고 \| \| -------- \| --------------------- \| ------ \| ------ \| -------------------------------------------------------------------------------------------------------------------- \| ------------ \| \| 1 \| 꿈을 키우는 좋은 버릇 \| 김원겸 \| 유재봉 \| 부산 벨칸토 중창단 강수진, 강지원, 김재훈, 박민정, 박성준, 오진우, 이윤수 (부산 구학초 외) \| 입상 \| \| 2 \| 간지러운 아침 \| 유영미 \| 이기경 \| 김동현(서울 대도초 6) \| 입상 \| \| 3 \| 아기 빗방울의 꿈 \| 박경진 \| \| 소리천사 중창단 길연서, 김고은, 신예진, 오예진, 유지우, 유채연, 장효원, 조혜원, 최은영, 황은수 (전북 전주 문학초 외) \| 은상 \| \| 4 \| 시간의 왈츠 \| 정수은 \| 정재원 \| 이지아(부산 동래초교) \| 입상 \| \| 5 \| 자전거를 타고 달려요 \| 정우령 \| \| 김재민, 박세인(대구) \| 입상 \| \| 6 \| 랄랄라 노래해 \| 이수영 \| 이은정 \| 해맑은 아이들 김윤희, 박소현, 방성현, 성예림, 윤원희, 윤지환, 최영환, 이진희 (서울 포이초 외) \| 동상 \| \| 7 \| 배고픈 호랑이 \| 조은별 \| 김신혜 \| 황지현(경기 성남 분당초 6) \| 금상 인기상 \| \| 8 \| 가을소풍 \| 박은주 \| 석광희 \| 푸른소리 아이들 박혜지, 이성은, 이은미, 이정윤, 주미림, 최준혁, 표세은, 황아연 (울산 화암초 외) \| 장려상 \| \| 9 \| 숲 속 잔치 \| 김영애 \| \| 하민지(경남 김해 신명초 3) \| 입상 \| \| 10 \| 아침 산책 \| 양정훈 \| 조혜진 \| 큐티엔젤스 중창단 김규리, 문경원, 엄승경, 채민희 (부산 해강초 외) \| 입상 \| \| 11 \| 엄마의 향기 \| 정수은 \| 윤학준 \| 이고은(서울 예일초등학교 3학년) \| 대상 \| \| 12 \| 구두가족의 냇가여행 \| 김정녀 \| 이현진 \| 김수정, 우지민, 김채원, 김민성, 이연호, 김보석, 이채린, 임고은, 박여진 (대구 지묘초 외) \| 입상 \| \| 13 \| 우정 비타민 \| 정수은 \| 박수연 \| 김도영(부산 해원초 4) \| 고운노랫말상 \| |                       |        |        | |              |
| 참가번호 | 곡명                  | 작사   | 작곡   | 가창자 | 비고         |
| 1 | 꿈을 키우는 좋은 버릇 | 김원겸 | 유재봉 | 부산 벨칸토 중창단 강수진, 강지원, 김재훈, 박민정, 박성준, 오진우, 이윤수 (부산 구학초 외)                           | 입상         |
| 2 | 간지러운 아침         | 유영미 | 이기경 | 김동현(서울 대도초 6)                                                                                                | 입상         |
| 3 | 아기 빗방울의 꿈      | 박경진 |        | 소리천사 중창단 길연서, 김고은, 신예진, 오예진, 유지우, 유채연, 장효원, 조혜원, 최은영, 황은수 (전북 전주 문학초 외) | 은상         |
| 4 | 시간의 왈츠           | 정수은 | 정재원 | 이지아(부산 동래초교)                                                                                                | 입상         |
| 5 | 자전거를 타고 달려요  | 정우령 |        | 김재민, 박세인(대구)                                                                                                 | 입상         |
| 6 | 랄랄라 노래해         | 이수영 | 이은정 | 해맑은 아이들 김윤희, 박소현, 방성현, 성예림, 윤원희, 윤지환, 최영환, 이진희 (서울 포이초 외)                        | 동상         |
| 7 | 배고픈 호랑이         | 조은별 | 김신혜 | 황지현(경기 성남 분당초 6)                                                                                           | 금상 인기상  |
| 8 | 가을소풍              | 박은주 | 석광희 | 푸른소리 아이들 박혜지, 이성은, 이은미, 이정윤, 주미림, 최준혁, 표세은, 황아연 (울산 화암초 외)                      | 장려상       |
| 9 | 숲 속 잔치            | 김영애 |        | 하민지(경남 김해 신명초 3)                                                                                           | 입상         |
| 10 | 아침 산책             | 양정훈 | 조혜진 | 큐티엔젤스 중창단 김규리, 문경원, 엄승경, 채민희 (부산 해강초 외)                                                    | 입상         |
| 11 | 엄마의 향기           | 정수은 | 윤학준 | 이고은(서울 예일초등학교 3학년)                                                                                      | 대상         |
| 12 | 구두가족의 냇가여행   | 김정녀 | 이현진 | 김수정, 우지민, 김채원, 김민성, 이연호, 김보석, 이채린, 임고은, 박여진 (대구 지묘초 외)                              | 입상         |
| 13 | 우정 비타민           | 정수은 | 박수연 | 김도영(부산 해원초 4)                                                                                                | 고운노랫말상 |

| - 방영일 : 2013년 5월 4일 (토) [울산지역] · 5월 2일 (목) 오후 3:20 대한민국 전역 - 녹화일 : 4월 28일(일) - 장소 : 울산문화예술회관 대공연장 - 사회 : 김나진, 김보라 - 심사위원 - 김동성(호원대학교 실용음악과 교수, 작곡가) - 최현규(교수) - 조영수(성악가) - 신춘희(동시인, 전 경상일보 논설실장) - 어린이 심사위원(옥동초등학교 합창단) - 인기상 심사 - 시상내역 - 대상 1팀 : 상금 150만원, 상패< - 금상 1팀 : 상금 100만원, 상패 - 은상 1팀 : 상금 80만원, 상패 - 동상 1팀 : 상금 50만원, 상패 - 장려상 1팀 : 상금 30만원, 상패 - 인기상 1팀 : 상패 (중복수상 가능) - 고운노랫말상 : 상금 100만원, 상패 (중복수상 가능) - 본선진출곡 : 입선 상패 참가팀 : 예선에 거쳐 본선에 13곡이 오름. \| 참가번호 \| 곡명 \| 작사 \| 작곡 \| 가창자 \| 비고 \| \| -------- \| ---------------- \| ------ \| ------ \| --------------------------------------------------------------------------------------------------------------------------- \| ------------ \| \| 1 \| 내 마음 두근두근 \| 서은희 \| 서은희 \| 늘해랑중창단 김서현, 민혜성, 박소연, 백연하, 이민규, 이신영, 정희지, 조혜슬, 조예원, 황하은 \| 입상 \| \| 2 \| 뚱뚱한 사랑 \| 조혜진 \| 조혜진 \| 이정윤(부산 혜화초 2) \| 고운노랫말상 \| \| 3 \| 밤하늘 여행 \| 최은정 \| 김드리 \| 꿈을 그리는 소리요정(충북) 권민지, 권용희, 김성연, 목영준, 변유민, 유채린, 이한경, 한경민, 한도헌 \| 동상 \| \| 4 \| 여우비의 꿈 \| 이근호 \| 이근호 \| 김우주(경기 수원 소화초 4) \| 금상 \| \| 5 \| 내 노래 속에는 \| 김옥순 \| 김남삼 \| 정다빈(경기 구리 동인초 6) \| 입상 \| \| 6 \| 아기햇살 \| 최은정 \| 석광희 \| 푸른소리 아이들 문채빈, 박혜지, 손유나, 유혜나, 이서현, 이성은, 이은미, 이은진, 이정윤, 표세은 \| 입상 \| \| 7 \| 밤송이 동생 \| 이명선 \| 이명선 \| 권나영(경기 수원 송원초 5) \| 입상 \| \| 8 \| 선물이 되어 줄게 \| 임미옥 \| 송세라 \| 조정빈(부산 맹학교 5) 고영광(같은 학교 6) \| 대상 \| \| 9 \| 그네 친구 \| 최은정 \| 설재호 \| 최유현, 김성지(경남 창원 동산초 3) \| 입상 \| \| 10 \| 꿈의 날개 \| 조혜진 \| 오희섭 \| 이연수(부산 장산초 6) \| 장려상 \| \| 11 \| 왕따도 내 친구 \| 최재혁 \| \| 쁘띠 앙상블 (김가현, 김민성, 우지민, 이정민, 이채린, 장예영, 정나원, 최한비) \| 인기상 \| \| 12 \| 하늘 해바라기 \| 정수은 \| 류정식 \| 김나영(서울 잠원초교 4) \| 은상 \| \| 13 \| 멈춰 신호등 \| 한경아 \| 정성우 \| 하늘소리 중창단(경남) 김가윤, 김영서, 김현욱, 이유진, 이윤서, 이지현, 정채빈, 추다경, 최서영, 한승헌 (창원 상남초등학교 외) \| 입상 \| |                  |        |        | |              |
| 참가번호 | 곡명             | 작사   | 작곡   | 가창자 | 비고         |
| 1 | 내 마음 두근두근 | 서은희 | 서은희 | 늘해랑중창단 김서현, 민혜성, 박소연, 백연하, 이민규, 이신영, 정희지, 조혜슬, 조예원, 황하은                                 | 입상         |
| 2 | 뚱뚱한 사랑      | 조혜진 | 조혜진 | 이정윤(부산 혜화초 2) | 고운노랫말상 |
| 3 | 밤하늘 여행      | 최은정 | 김드리 | 꿈을 그리는 소리요정(충북) 권민지, 권용희, 김성연, 목영준, 변유민, 유채린, 이한경, 한경민, 한도헌                           | 동상         |
| 4 | 여우비의 꿈      | 이근호 | 이근호 | 김우주(경기 수원 소화초 4)                                                                                                  | 금상         |
| 5 | 내 노래 속에는   | 김옥순 | 김남삼 | 정다빈(경기 구리 동인초 6)                                                                                                  | 입상         |
| 6 | 아기햇살         | 최은정 | 석광희 | 푸른소리 아이들 문채빈, 박혜지, 손유나, 유혜나, 이서현, 이성은, 이은미, 이은진, 이정윤, 표세은                              | 입상         |
| 7 | 밤송이 동생      | 이명선 | 이명선 | 권나영(경기 수원 송원초 5)                                                                                                  | 입상         |
| 8 | 선물이 되어 줄게 | 임미옥 | 송세라 | 조정빈(부산 맹학교 5) 고영광(같은 학교 6)                                                                                   | 대상         |
| 9 | 그네 친구        | 최은정 | 설재호 | 최유현, 김성지(경남 창원 동산초 3)                                                                                          | 입상         |
| 10 | 꿈의 날개        | 조혜진 | 오희섭 | 이연수(부산 장산초 6) | 장려상       |
| 11 | 왕따도 내 친구   | 최재혁 |        | 쁘띠 앙상블 (김가현, 김민성, 우지민, 이정민, 이채린, 장예영, 정나원, 최한비)                                                | 인기상       |
| 12 | 하늘 해바라기    | 정수은 | 류정식 | 김나영(서울 잠원초교 4) | 은상         |
| 13 | 멈춰 신호등      | 한경아 | 정성우 | 하늘소리 중창단(경남) 김가윤, 김영서, 김현욱, 이유진, 이윤서, 이지현, 정채빈, 추다경, 최서영, 한승헌 (창원 상남초등학교 외) | 입상         |

| - 방영일 : 2014년 5월 5일(월) 울산지역 / 5월 2일(금) 오후 3:40 대한민국 전역 - 녹화일 : 4월 19일 (토) - 장소 : 울산문화예술회관 대공연장 - 사회 : 김나진, 김보라 - 심사위원 - 김동성(호원대학교 실용음악과 교수, 작곡가) - 민경찬(한국예술종합학교 음악학과 교수) - 류정필(테너) - 신춘희(아동문학가, 전 경상일보 논설실장) - 어린이 심사위원(옥동초등학교 어린이심사단) - 인기상 심사 - 시상내역 - 대상 1팀 : 상금 150만원, 상패 - 금상 1팀 : 상금 100만원, 상패 - 은상 1팀 : 상금 80만원, 상패 - 동상 1팀 : 상금 50만원, 상패 - 장려상 1팀 : 상금 30만원, 상패 - 인기상 1팀 : 상패 (중복수상 가능) - 고운노랫말상 : 상금 100만원, 상패 (중복수상 가능) - 본선진출곡 : 입선 상패 참가팀 : 예선에 거쳐 본선에 13곡이 오름. \| 참가번호 \| 곡명 \| 작사 \| 작곡 \| 가창자 \| 비고 \| \| -------- \| ------------------ \| ------ \| ------ \| ------------------------------------------------------------------------------------------------------------- \| ----------------- \| \| 1 \| 머피와 샐리의 법칙 \| 최은정 \| 박수연 \| 부산교대 부설초 중창단 김수연, 서윤서, 송예은, 신희교, 이민주, 이수민, 정유진, 최세빈, 최환 \| 입상 \| \| 2 \| 새봄 \| 최정행 \| \| 권나영(경기 수원 송원초 6) \| 입상 \| \| 3 \| 노래하는 숲 \| 이수영 \| 이은정 \| 해맑은 아이들(서울) 김주아, 박원영, 손유상, 양윤서, 임시현, 주서윤, 최원호, 최주은 \| 은상 \| \| 4 \| 나무 이야기 \| 유영미 \| 최재혁 \| 임현진(대구 경북대 사범대 부설초 6) \| 입상 \| \| 5 \| 빗방울의 수학여행 \| 김종영 \| 김희정 \| 양고은, 양소은, 유준호, 윤지호, 이나영, 정민지, 채승연(용인/성남) \| 입상 \| \| 6 \| 용기 나와라~ 뚝딱! \| 조혜진 \| \| 이윤희(부산 장서초 4) \| 입상 \| \| 7 \| 행복비타민 \| 배정순 \| 안진현 \| 김성지(경남 창원 용마초 4) \| 입상 \| \| 8 \| 살짝 사랑 귓속말 \| 정수은 \| 박수연 \| 노래하는 아이들(경남) 배현준, 변서연, 양하늘, 오강산, 이다정, 이상환, 이채원, 장윤서, 하민지(김해) \| 장려상 \| \| 9 \| 샤방샤방 내친구 \| 김하나 \| 김남삼 \| 정혜신(서울 잠원초 2) \| 입상 \| \| 10 \| 꿈꾸는 아기고래 \| 최은정 \| 석광희 \| 꿈을 그리는 소리요정(충북) 권민서, 권민지, 김가영, 김성연, 김아연, 김정연, 윤경, 전지호, 조예나, 조채원(청주) \| 동상, 인기상 \| \| 11 \| 부풀어라 꿈풍선 \| 김정녀 \| \| 김시현(경남 김해 화정초 3) \| 입상 \| \| 12 \| 노래하는 바다 \| 손민정 \| \| 손아리(서울 경기초 4) \| 대상 \| \| 13 \| 행복한 우리 가족 \| 최영욱 \| 이재성 \| 서희 중창단(경기) 김선엽, 김선주, 김지혜, 박지원, 우현수, 이시원, 이윤재, 이은지, 전명훈, \| 금상 고운노랫말상 \| |                    |        |        | |                   |
| 참가번호 | 곡명               | 작사   | 작곡   | 가창자 | 비고              |
| 1 | 머피와 샐리의 법칙 | 최은정 | 박수연 | 부산교대 부설초 중창단 김수연, 서윤서, 송예은, 신희교, 이민주, 이수민, 정유진, 최세빈, 최환                   | 입상              |
| 2 | 새봄               | 최정행 |        | 권나영(경기 수원 송원초 6)                                                                                    | 입상              |
| 3 | 노래하는 숲        | 이수영 | 이은정 | 해맑은 아이들(서울) 김주아, 박원영, 손유상, 양윤서, 임시현, 주서윤, 최원호, 최주은                            | 은상              |
| 4 | 나무 이야기        | 유영미 | 최재혁 | 임현진(대구 경북대 사범대 부설초 6)                                                                           | 입상              |
| 5 | 빗방울의 수학여행  | 김종영 | 김희정 | 양고은, 양소은, 유준호, 윤지호, 이나영, 정민지, 채승연(용인/성남)                                             | 입상              |
| 6 | 용기 나와라~ 뚝딱! | 조혜진 |        | 이윤희(부산 장서초 4)                                                                                         | 입상              |
| 7 | 행복비타민         | 배정순 | 안진현 | 김성지(경남 창원 용마초 4)                                                                                    | 입상              |
| 8 | 살짝 사랑 귓속말   | 정수은 | 박수연 | 노래하는 아이들(경남) 배현준, 변서연, 양하늘, 오강산, 이다정, 이상환, 이채원, 장윤서, 하민지(김해)            | 장려상            |
| 9 | 샤방샤방 내친구    | 김하나 | 김남삼 | 정혜신(서울 잠원초 2)                                                                                         | 입상              |
| 10 | 꿈꾸는 아기고래    | 최은정 | 석광희 | 꿈을 그리는 소리요정(충북) 권민서, 권민지, 김가영, 김성연, 김아연, 김정연, 윤경, 전지호, 조예나, 조채원(청주) | 동상, 인기상      |
| 11 | 부풀어라 꿈풍선    | 김정녀 |        | 김시현(경남 김해 화정초 3)                                                                                    | 입상              |
| 12 | 노래하는 바다      | 손민정 |        | 손아리(서울 경기초 4)                                                                                         | 대상              |
| 13 | 행복한 우리 가족   | 최영욱 | 이재성 | 서희 중창단(경기) 김선엽, 김선주, 김지혜, 박지원, 우현수, 이시원, 이윤재, 이은지, 전명훈,                     | 금상 고운노랫말상 |

| - 방영일 : 2015년 5월 1일(금) 오후 1:20 (대한민국 전역) - 녹화일 : 4월 26일 (일) 오후 4:00 - 장소 : 울산문화예술회관 대공연장 - 사회 : 이관열, 김연경 - 심사위원 - 김동성(호원대학교 실용음악과 교수, 작곡가) - 한수성(MBC 창작동요제의 아빠! 힘내세요 작곡가) - 박경하(시 노래 가수) - 신춘희(아동문학가, 전 경상일보 논설실장) - 어린이 심사위원(울주명지초등학교 합창단) - 인기상 심사 - 시상내역 - 대상 1팀 : 상금 300만원, 상패 - 금상 1팀 : 상금 200만원, 상패 - 은상 1팀 : 상금 100만원, 상패 - 동상 1팀 : 상금 50만원, 상패 - 굿오일인기상 1팀 :상장 (중복수상 가능) - 고운노랫말상 : 상금 100만원, 상패 (중복수상 가능) - 본선진출곡 : 입선 상패 참가팀 : 예선에 거쳐 본선에 13곡이 오름. \| 참가번호 \| 곡명 \| 작사 \| 작곡 \| 가창자 \| 비고 \| \| -------- \| --------------- \| ------------- \| ------ \| -------------------------------------------------------------------------------------------------------------------------------------------------------------------------------------------------------------------------------------------------------- \| ----------------- \| \| 1 \| 천방지축 친구들 \| 조경찬 \| 손정아 \| 서희 중창단 전명훈(경기 이천 신하초 6), 우현수(경기 이천 신둔초 6) 이세상, 강지현(경기 이천 설봉초 3) 김단아(이천 아미초 2), 이예원(이천 송정초 2) 이소율(이천 부발초 2), 정서원(이천 증포초 1) 강지수(이천 설봉초 1) \| 입상 \| \| 2 \| 나뭇잎 신호등 \| 정수은 \| 윤학준 \| 이서연(서울 염창초 5) \| 굿오일인기상 \| \| 3 \| 따라쟁이 거울 \| 김예빈 장하람 \| 김푸른 \| 김예빈, 장하람(경남 창원 웅남초 4) \| 입상 \| \| 4 \| 신나는 꿈여행 \| 조혜진 \| \| 행복한 친구들 전지현(울산 대현초 6), 이찬주(울산 매산초 6) 이지오(울산 천상초 6), 김민서(울산 격동초 5) 이정윤(울산 옥서초 5), 전현수(울산 대현초 4) 이새나, 박세현(이상 부산 동래초 2) \| 대상 \| \| 5 \| 미소지어봐 \| 김기연 \| 임수연 \| 조제이(부산 송운초 5) \| 금상 고운노랫말상 \| \| 6 \| 뛰어놀자 콩콩콩 \| 김드리 \| \| 꿈을 그리는 소리요정 권민지(충북 청주 솔밭초 6) 김아연(충북 청주 금천초 6) 신지혜, 김하늘(이상 충북 청주 만수초 6) 조예나(충북 청주 솔밭초 5) 차민규, 김윤상(이상 충북 청주 죽림초 4) 한지민, 권민서(이상 충북 청주 솔밭초 4) 조채원(충북 청주 솔밭초 3) \| 입상 \| \| 7 \| 구름과 숲 \| 정수은 \| 이은철 \| 배수아(전북 군산 용문초 6) 이충범(같은 학교 5) \| 입상 \| \| 8 \| 딸기맛 봄 \| 김재한 \| 전성란 \| 서울 삼육초 중창단 노예지, 문선영, 박시연, 손예서, 이서형, 이수안, 이유진, 이효민, 지로아, 지로야(서울 삼육초) \| 입상 \| \| 9 \| 빗방울 왈츠 \| 한은선 \| 김영민 \| 장유나(경기 남양주 도농초 5) \| 입상 \| \| 10 \| 내 맘에 들어와 \| 정수은 \| 안진현 \| 햇살나무 중창단 김경연(부산 만덕초 6) 이자홍(부산 송수초 5), 장수정(부산 당리초 5) 박소은, 배예지, 이하린(부산 송수초 4) 김지안(부산 송수초 3), 김예린(부산 송수초 2) 손지경(부산 센텀초 4), 손윤서(부산 센텀초 2) \| 입상 \| \| 11 \| 싫어도 싫어도 \| 유영미 \| 이기경 \| 아름불휘 중창단 강근영, 김민서, 김찬영, 박시은, 송민영, 이도연, 이서진, 이연서, 조희재, 홍서연(경기 성남 수내초등학교) \| 동상 \| \| 12 \| 밤톨친구들 \| 서광자 \| 김신혜 \| 양나현(경기 수원 영일초 6) 정희지(경기 동수원초 5) \| 입상 \| \| 13 \| 꿈꾸는 애벌레 \| 채정미 \| 류정식 \| 해맑은 아이들 박원영, 주서윤(이상 서울 잠원초 5) 손아리(서울 경기초등학교 5), 최예은(SIS 서울국제학교 5) 손유상(서울 경기초등학교 4), 이민혁(서울 계성초 4) 김시현(경기 성남 불정초 4), 임나현(서울 경희초 2) 이서연(서울 대도초 1) \| 은상 \| |                 |               |        | |                   |
| 참가번호 | 곡명            | 작사          | 작곡   | 가창자 | 비고              |
| 1 | 천방지축 친구들 | 조경찬        | 손정아 | 서희 중창단 전명훈(경기 이천 신하초 6), 우현수(경기 이천 신둔초 6) 이세상, 강지현(경기 이천 설봉초 3) 김단아(이천 아미초 2), 이예원(이천 송정초 2) 이소율(이천 부발초 2), 정서원(이천 증포초 1) 강지수(이천 설봉초 1)                                    | 입상              |
| 2 | 나뭇잎 신호등   | 정수은        | 윤학준 | 이서연(서울 염창초 5) | 굿오일인기상      |
| 3 | 따라쟁이 거울   | 김예빈 장하람 | 김푸른 | 김예빈, 장하람(경남 창원 웅남초 4) | 입상              |
| 4 | 신나는 꿈여행   | 조혜진        |        | 행복한 친구들 전지현(울산 대현초 6), 이찬주(울산 매산초 6) 이지오(울산 천상초 6), 김민서(울산 격동초 5) 이정윤(울산 옥서초 5), 전현수(울산 대현초 4) 이새나, 박세현(이상 부산 동래초 2)                                                                  | 대상              |
| 5 | 미소지어봐      | 김기연        | 임수연 | 조제이(부산 송운초 5) | 금상 고운노랫말상 |
| 6 | 뛰어놀자 콩콩콩 | 김드리        |        | 꿈을 그리는 소리요정 권민지(충북 청주 솔밭초 6) 김아연(충북 청주 금천초 6) 신지혜, 김하늘(이상 충북 청주 만수초 6) 조예나(충북 청주 솔밭초 5) 차민규, 김윤상(이상 충북 청주 죽림초 4) 한지민, 권민서(이상 충북 청주 솔밭초 4) 조채원(충북 청주 솔밭초 3) | 입상              |
| 7 | 구름과 숲       | 정수은        | 이은철 | 배수아(전북 군산 용문초 6) 이충범(같은 학교 5) | 입상              |
| 8 | 딸기맛 봄       | 김재한        | 전성란 | 서울 삼육초 중창단 노예지, 문선영, 박시연, 손예서, 이서형, 이수안, 이유진, 이효민, 지로아, 지로야(서울 삼육초) | 입상              |
| 9 | 빗방울 왈츠     | 한은선        | 김영민 | 장유나(경기 남양주 도농초 5) | 입상              |
| 10 | 내 맘에 들어와  | 정수은        | 안진현 | 햇살나무 중창단 김경연(부산 만덕초 6) 이자홍(부산 송수초 5), 장수정(부산 당리초 5) 박소은, 배예지, 이하린(부산 송수초 4) 김지안(부산 송수초 3), 김예린(부산 송수초 2) 손지경(부산 센텀초 4), 손윤서(부산 센텀초 2)                                       | 입상              |
| 11 | 싫어도 싫어도   | 유영미        | 이기경 | 아름불휘 중창단 강근영, 김민서, 김찬영, 박시은, 송민영, 이도연, 이서진, 이연서, 조희재, 홍서연(경기 성남 수내초등학교) | 동상              |
| 12 | 밤톨친구들      | 서광자        | 김신혜 | 양나현(경기 수원 영일초 6) 정희지(경기 동수원초 5) | 입상              |
| 13 | 꿈꾸는 애벌레   | 채정미        | 류정식 | 해맑은 아이들 박원영, 주서윤(이상 서울 잠원초 5) 손아리(서울 경기초등학교 5), 최예은(SIS 서울국제학교 5) 손유상(서울 경기초등학교 4), 이민혁(서울 계성초 4) 김시현(경기 성남 불정초 4), 임나현(서울 경희초 2) 이서연(서울 대도초 1)                      | 은상              |

| - 방영일 : 2016년 5월 5일 오후 5:50(울산 MBC) - 녹화일 : 2016년 5월 1일 (일) 오후 4:00 - 장소 : 울산문화예술회관 대공연장 - 사회 : 이관열, 김연경 - 시상내역 - 대상 1팀 : 상금 150만원, 상장 - 금상 1팀 : 상금 100만원, 상장 - 은상 1팀 : 상금 80만원, 상장 - 동상 1팀 : 상금 50만원, 상장 - 장려상 1팀 : 상금 30만원, 상장 - 인기상 1팀 : 상장 (중복수상 가능) - 굿오일 고운노랫말상 : 상금 100만원, 상장 (중복수상 가능) 참가팀 : 예선을 거쳐 본선에 12곡이 오름. \| 참가번호 \| 곡명 \| 작사 \| 작곡 \| 가창자 \| 비고 \| \| -------- \| ------------------------- \| ------ \| --------- \| -------------------------------------------------------------------------------------------------------------------------------------------------------------------------------------------------------------------------------------------------------------------------- \| ------------------- \| \| 1 \| 하늘 친구 바다 친구 \| 한초롱 \| 윤학준 \| 은가비 중창단 김수연(부산교육대학교 부설초 6) 신지은, 송민경, 홍수아(이상 부산 해원초 5) 김은영(부산 동성초 5), 김지우(부산 해강초 4) 안채연(부산 동래초 4), 한지민(부산교육대학교 부설초 4) 박세현(부산 동래초 3), 정송희(부산 국제외국인학교 3) \| 대상 \| \| 2 \| 웃는 얼굴 \| 김준식 \| 정재원 \| 이민혁(서울 계성초 5) \| 입상 \| \| 3 \| 음표비 \| 고재경 \| 유경수 \| 해맑은 아이들 이재원(서울 성신초 5), 서정인(서울 계성초 6) 서재인(서울 계성초 4), 강호영(서울 삼릉초 3) 신지영(경기 이천 아미초 3), 배세인(서울 서원초 2) 조윤서(이천 송정초 3), 정서원(이천 증포초 2) \| 은상 \| \| 4 \| 마음 더하기 우정 나누기 \| 손민정 \| \| 벨칸토 꿈이 크는 소리 중창단 이채원(경남 김해 관동초 5), 김아인(경남 김해 동광초 5) 강민서(부산 남성초 3), 조서현(부산 대신초 3) \| 장려상 \| \| 5 \| 나는 정말 행복해요 \| 한은선 \| 류정식[2] \| 류연우(서울 염동초 5)[3] \| 인기상 \| \| 6 \| 새싹나라 얼음 땡 \| 정애나 \| 안진현 \| 러브 엔젤스 임예원(양산 북정초 6) 최준영(양산 황산초 6) 권유지(양산 성산초 6) 김소연, 이나은, 이소율(양산 황산초 5) 원지한(양산 북정초 5) 윤재근(양산 석산초 5) \| 동상 \| \| 7 \| 아빠 소나무와 아기 소나무 \| 김종영 \| 김남삼 \| 정다연(부산 현곡초등학교 5학년) \| 입상 \| \| 8 \| 단풍잎의 가을여행 \| 김지원 \| 심태한 \| 띠앗머리 자매 최유현(경남 창원 동산초등학교 6학년) 최부경(같은 학교 4학년) \| 입상 \| \| 9 \| 우리엄마 만세 \| 조혜진 \| \| 아이쏠 중창단(부산·경남) 이윤희(부산 장서초교 6) 임은성(양산 황산초 6) 이지유(부산 명진초 6) 이태희(부산 장서초 5) 정은혁(부산 두실초 4) 노지현(부산 온천초 4) 김다인(부산 동래초 4) 박예원(부산 두실초 3) 조현서(부산교육대학교 부설초등학교 3학년) 조수현(부산 연서초 2) \| 금상 \| \| 10 \| 엄마의 고향 \| 최진규 \| \| 추은주(전남 강진 계산초 4) \| 굿오일 고운노랫말상 \| \| 11 \| 자연이 내게 말해줘요 \| 석광희 \| \| 푸른소리 아이들(울산) 이선우(울산 화암초 3) · 김민서(울산 격동초 4) · 안지이, 이가현(울산 화암초 4) · 김주현(울산 약사초 5) · 문채빈(울산 삼산초 5) · 임연우(울산 천상초 5) · 김지연(울산 방어진초 6) · 남경인(울산 남산초 6) · 이현진(울산 신정초 6) \| 입상 \| \| 12 \| 밤빛 친구 만들기 \| 황은미 \| 김진성 \| 황민서(서울 대모초 6) \| 입상 \| |                           |        |        | |                     |
| 참가번호 | 곡명                      | 작사   | 작곡   | 가창자 | 비고                |
| 1 | 하늘 친구 바다 친구       | 한초롱 | 윤학준 | 은가비 중창단 김수연(부산교육대학교 부설초 6) 신지은, 송민경, 홍수아(이상 부산 해원초 5) 김은영(부산 동성초 5), 김지우(부산 해강초 4) 안채연(부산 동래초 4), 한지민(부산교육대학교 부설초 4) 박세현(부산 동래초 3), 정송희(부산 국제외국인학교 3)                          | 대상                |
| 2 | 웃는 얼굴                 | 김준식 | 정재원 | 이민혁(서울 계성초 5) | 입상                |
| 3 | 음표비                    | 고재경 | 유경수 | 해맑은 아이들 이재원(서울 성신초 5), 서정인(서울 계성초 6) 서재인(서울 계성초 4), 강호영(서울 삼릉초 3) 신지영(경기 이천 아미초 3), 배세인(서울 서원초 2) 조윤서(이천 송정초 3), 정서원(이천 증포초 2)                                                                     | 은상                |
| 4 | 마음 더하기 우정 나누기   | 손민정 |        | 벨칸토 꿈이 크는 소리 중창단 이채원(경남 김해 관동초 5), 김아인(경남 김해 동광초 5) 강민서(부산 남성초 3), 조서현(부산 대신초 3) | 장려상              |
| 5 | 나는 정말 행복해요        | 한은선 | 류정식 | 류연우(서울 염동초 5) | 인기상              |
| 6 | 새싹나라 얼음 땡          | 정애나 | 안진현 | 러브 엔젤스 임예원(양산 북정초 6) 최준영(양산 황산초 6) 권유지(양산 성산초 6) 김소연, 이나은, 이소율(양산 황산초 5) 원지한(양산 북정초 5) 윤재근(양산 석산초 5) | 동상                |
| 7 | 아빠 소나무와 아기 소나무 | 김종영 | 김남삼 | 정다연(부산 현곡초등학교 5학년) | 입상                |
| 8 | 단풍잎의 가을여행         | 김지원 | 심태한 | 띠앗머리 자매 최유현(경남 창원 동산초등학교 6학년) 최부경(같은 학교 4학년) | 입상                |
| 9 | 우리엄마 만세             | 조혜진 |        | 아이쏠 중창단(부산·경남) 이윤희(부산 장서초교 6) 임은성(양산 황산초 6) 이지유(부산 명진초 6) 이태희(부산 장서초 5) 정은혁(부산 두실초 4) 노지현(부산 온천초 4) 김다인(부산 동래초 4) 박예원(부산 두실초 3) 조현서(부산교육대학교 부설초등학교 3학년) 조수현(부산 연서초 2) | 금상                |
| 10 | 엄마의 고향               | 최진규 |        | 추은주(전남 강진 계산초 4) | 굿오일 고운노랫말상 |
| 11 | 자연이 내게 말해줘요      | 석광희 |        | 푸른소리 아이들(울산) 이선우(울산 화암초 3) · 김민서(울산 격동초 4) · 안지이, 이가현(울산 화암초 4) · 김주현(울산 약사초 5) · 문채빈(울산 삼산초 5) · 임연우(울산 천상초 5) · 김지연(울산 방어진초 6) · 남경인(울산 남산초 6) · 이현진(울산 신정초 6)                      | 입상                |
| 12 | 밤빛 친구 만들기          | 황은미 | 김진성 | 황민서(서울 대모초 6) | 입상                |

| - 방영일 : 불명 (울산 MBC) - 녹화일 : 2017년 5월 13일 (일) 오후 4:00 - 장소 : 울산문화예술회관 대공연장 - 사회 : 이관열, 김연경 - 시상내역 - 대상 1팀 : 상금 150만원, 상장 - 금상 1팀 : 상금 100만원, 상장 - 은상 1팀 : 상금 80만원, 상장 - 동상 1팀 : 상금 50만원, 상장 - 장려상 1팀 : 상금 30만원, 상장 - 인기상 1팀 : 상장 (중복수상 가능) - 좋은노랫말상 : 상금 100만원, 상장 (중복수상 가능) 참가팀 : 예선을 거쳐 본선에 12곡이 오름. \| 참가번호 \| 곡명 \| 작사 \| 작곡 \| 가창자 \| 비고 \| \| -------- \| ------------------ \| --------- \| ------ \| --------------------------------------------------------------------------------------------------------- \| ------------- \| \| 1 \| 빨랫줄 소풍 \| 김종영 \| 김신혜 \| 이천 서희중창단(경기) 강지헌, 강지수, 김소린, 김채린, 이세상, 이지민, 신지영, 이소율, 장연우, 정서원 \| \| \| 2 \| 꼭꼭 냠냠 마음먹기 \| 정수은 \| 박수연 \| 세·젤·예 중창단 강혜림, 김민선, 김한비, 박나은, 송민경, 송민서, 예리안, 이정윤, 장서진, 한지민 \| \| \| 3 \| 아빠의 자리 \| 조혜진 \| 오희섭 \| 이승리(성남 이매초 5) \| 장려상 \| \| 4 \| 밤식빵 \| 정애나 \| 안진현 \| 해맑은 아이들(경기) 강나림, 김민주, 류현지, 방시연, 손서영, 손지민, 송지인 \| \| \| 5 \| 난 행복해요 \| 한예찬 \| 장지원 \| 김도경(김해 봉명초 4) \| \| \| 6 \| 발가락 가족 \| 남소영 \| 김수진 \| 이화 엔젤스(서울) 강은수, 김예서, 손수민, 정하윤 \| \| \| 7 \| 친구와 함께 \| 엄다솜 \| 김진성 \| 이새나(서귀포 브랭섬홀 아시아학교 3) \| 고운 노랫말상 \| \| 8 \| 피아노 속 뮤지컬 \| 정진영 \| 임수연 \| 좋은 소리 중창단(부산·경남) 강유진, 공미지, 이채원, 김아인, 김예린, 김지안, 이영서, 정주연, 진서연 \| 대상 \| \| 9 \| 우리들 세상 \| 석광희 \| \| 푸른소리 아이들(울산)김은새, 신규린, 안지이, 이가현, 오수진, 이진우, 정서주, 정예원, 최가연 \| 동상 \| \| 10 \| 욕심쟁이 까만 콩 \| 이재희[4] \| \| 이재원(서울 성산초 6)[5] \| \| \| 11 \| 드르렁 드르렁 쿨쿨 \| 김미은 \| \| 노래하는 아이들 길도현, 김예림, 김연진, 김정윤, 서정빈, 임선정, 최세현, 최하윤, 하정아 \| 금상 \| \| 12 \| 안돼! 나쁜말 \| 채경록 \| \| 아이리스 중창단(서울·경기) 김나연, 김수빈, 박소연, 박지연, 변서정, 서수윤, 손윤서, 신예원, 이현지, 정유리 \| 은상 \| |                    |        |        | |               |
| 참가번호 | 곡명               | 작사   | 작곡   | 가창자 | 비고          |
| 1 | 빨랫줄 소풍        | 김종영 | 김신혜 | 이천 서희중창단(경기) 강지헌, 강지수, 김소린, 김채린, 이세상, 이지민, 신지영, 이소율, 장연우, 정서원      |               |
| 2 | 꼭꼭 냠냠 마음먹기 | 정수은 | 박수연 | 세·젤·예 중창단 강혜림, 김민선, 김한비, 박나은, 송민경, 송민서, 예리안, 이정윤, 장서진, 한지민            |               |
| 3 | 아빠의 자리        | 조혜진 | 오희섭 | 이승리(성남 이매초 5)                                                                                     | 장려상        |
| 4 | 밤식빵             | 정애나 | 안진현 | 해맑은 아이들(경기) 강나림, 김민주, 류현지, 방시연, 손서영, 손지민, 송지인                                |               |
| 5 | 난 행복해요        | 한예찬 | 장지원 | 김도경(김해 봉명초 4)                                                                                     |               |
| 6 | 발가락 가족        | 남소영 | 김수진 | 이화 엔젤스(서울) 강은수, 김예서, 손수민, 정하윤                                                          |               |
| 7 | 친구와 함께        | 엄다솜 | 김진성 | 이새나(서귀포 브랭섬홀 아시아학교 3)                                                                      | 고운 노랫말상 |
| 8 | 피아노 속 뮤지컬   | 정진영 | 임수연 | 좋은 소리 중창단(부산·경남) 강유진, 공미지, 이채원, 김아인, 김예린, 김지안, 이영서, 정주연, 진서연        | 대상          |
| 9 | 우리들 세상        | 석광희 |        | 푸른소리 아이들(울산)김은새, 신규린, 안지이, 이가현, 오수진, 이진우, 정서주, 정예원, 최가연               | 동상          |
| 10 | 욕심쟁이 까만 콩   | 이재희 |        | 이재원(서울 성산초 6)                                                                                     |               |
| 11 | 드르렁 드르렁 쿨쿨 | 김미은 |        | 노래하는 아이들 길도현, 김예림, 김연진, 김정윤, 서정빈, 임선정, 최세현, 최하윤, 하정아                    | 금상          |
| 12 | 안돼! 나쁜말       | 채경록 |        | 아이리스 중창단(서울·경기) 김나연, 김수빈, 박소연, 박지연, 변서정, 서수윤, 손윤서, 신예원, 이현지, 정유리 | 은상          |

| - 방영일 : 2018년 5월 12일(토) 오전 7:40(울산 MBC) - 녹화일 : 2018년 5월 6일 (일) 오후 4:00 - 장소 : 울산문화예술회관 대공연장 - 사회 : 이관열, 최윤영 - 시상내역 - 대상 1팀 : 교육부장관상, 상금 150만원, 상장 - 금상 1팀 : 상금 100만원, 상장 - 은상 1팀 : 상금 80만원, 상장 - 동상 1팀 : 상금 50만원, 상장 - 장려상 1팀 : 상금 30만원, 상장 - 인기상 1팀 : 상장(중복수상 가능) - 좋은노랫말상 : 상금 100만원, 상장 (중복수상 가능) 참가팀 : 예선을 거쳐 본선에 12곡이 오름. \| 참가번호 \| 곡명 \| 작사 \| 작곡 \| 가창자 \| 비고 \| \| -------- \| -------------------- \| ------ \| ------ \| ----------------------------------------------------------------------------------------------------------------------------------------------------------------------------------------------------------------------------------------------- \| ---------------------------------- \| \| 1 \| 먹구름이 뚱뚱해 \| 정애나 \| 안진현 \| 은가비 중창단(경기) 박수아(수원 매원초) · 윤민선(수원 선일초) · 이진(수원 성명초) · 허도현(용인 석현초) · 주윤지(인천 서창초) · 박주나(수원 외국인학교) · 하지호(수원 산의초) · 정시은(용인 석현초) · 김다원(용인 신봉초) · 김채니(안산 청석초) \| 장려상 \| \| 2 \| 예쁜 우정 \| 박수연 \| 오희섭 \| 최소윤(양산 석산초 5) · 이서희(양산 신주초 4) \| \| \| 3 \| 꼬끼오 시계 \| 한초롱 \| 윤학준 \| 초롱초롱 동요학교(경기) 최은서(이천 장호원초) · 허다희, 박지윤, 황윤서, 박서연, 이영주, 서예랑, 박서진(이천 증포초) · 조윤서(이천 송정초) \| \| \| 4 \| 시험날 풍경 \| 정민시 \| 김남삼 \| 이호준(광주교육대 부설초등학교 3) \| \| \| 5 \| 종이 놀이터 \| 김재영 \| 손강현 \| 노래하는 아이들(부산) 강유진(부산 예원초) · 김예린, 김예림(부산 동래초) · 이영서(부산 교대부설초) · 전서현, 김소정(부산 송수초) · 윤효은(부산 명진초) · 조서현(부산 동성초) \| 동상 \| \| 6 \| 엄마의 사랑이 들리죠 \| 최유경 \| 최유경 \| 이우주(대구 욱수초 5) \| 은상 \| \| 7 \| 별이 가득 꿈이 가득 \| 조혜진 \| \| 하늘소리 중창단(경남) 허은빈, 허윤혁, 송유건(창원 호계초) · 김재영(창원 풍호초) · 김재영, 정서희, 임하람(창원 반송초), 김가희(창원 동부초) 김태은, 김태유(창원 삼정자초) \| \| \| 8 \| 새학년이 되는 날 \| 박서하 \| 김남직 \| 홍정원(서울 왕북초) 허윤서(서울 잠원초) \| \| \| 9 \| 별이 가득 꿈이 가득 \| 한은선 \| 이은정 \| 이천 서희중창단(경기) 강지현, 이세상, 강지수, 이지민(이천 설봉초) · 장연우(이천 이천초) 신지영(이천 아미초) 이소율(이천 부발초) 김채린, 김소린(이천 안흥초) \| 금상 \| \| 10 \| 고운 할머니 \| 이민정 \| \| 최혜영(부산 연지초 4) \| \| \| 11 \| 파란하늘 이야기 \| 손민정 \| \| 해맑은 아이들 (서울\\|경기\\|부산) 윤지오(서울 남정초) · 김민주(서울 사대부설초) · 한도원, 신서희(서울 영훈초) · 하지안(서울 경기초) · 류현지(성남 매송초) 이신유(부산 송수초) · 이채윤(부산 용수초) \| 인기상 \| \| 12 \| 별 빛을 쫓는 고양이 \| 김지원 \| 심태한 \| 은가비 중창단(부산) 김려원(부산 해운대초) · 장서진(부산 용소초) · 이서연(부산 교대부설초) · 최윤서(부산 상당초) · 강혜림, 김채현(부산 해원초) \| 대상, 고운 노랫말 상, 교육부장관상 \| |                      |        |        | |                                    |
| 참가번호 | 곡명                 | 작사   | 작곡   | 가창자 | 비고                               |
| 1 | 먹구름이 뚱뚱해      | 정애나 | 안진현 | 은가비 중창단(경기) 박수아(수원 매원초) · 윤민선(수원 선일초) · 이진(수원 성명초) · 허도현(용인 석현초) · 주윤지(인천 서창초) · 박주나(수원 외국인학교) · 하지호(수원 산의초) · 정시은(용인 석현초) · 김다원(용인 신봉초) · 김채니(안산 청석초) | 장려상                             |
| 2 | 예쁜 우정            | 박수연 | 오희섭 | 최소윤(양산 석산초 5) · 이서희(양산 신주초 4) |                                    |
| 3 | 꼬끼오 시계          | 한초롱 | 윤학준 | 초롱초롱 동요학교(경기) 최은서(이천 장호원초) · 허다희, 박지윤, 황윤서, 박서연, 이영주, 서예랑, 박서진(이천 증포초) · 조윤서(이천 송정초) |                                    |
| 4 | 시험날 풍경          | 정민시 | 김남삼 | 이호준(광주교육대 부설초등학교 3) |                                    |
| 5 | 종이 놀이터          | 김재영 | 손강현 | 노래하는 아이들(부산) 강유진(부산 예원초) · 김예린, 김예림(부산 동래초) · 이영서(부산 교대부설초) · 전서현, 김소정(부산 송수초) · 윤효은(부산 명진초) · 조서현(부산 동성초)                                                                     | 동상                               |
| 6 | 엄마의 사랑이 들리죠 | 최유경 | 최유경 | 이우주(대구 욱수초 5) | 은상                               |
| 7 | 별이 가득 꿈이 가득  | 조혜진 |        | 하늘소리 중창단(경남) 허은빈, 허윤혁, 송유건(창원 호계초) · 김재영(창원 풍호초) · 김재영, 정서희, 임하람(창원 반송초), 김가희(창원 동부초) 김태은, 김태유(창원 삼정자초)                                                                        |                                    |
| 8 | 새학년이 되는 날     | 박서하 | 김남직 | 홍정원(서울 왕북초) 허윤서(서울 잠원초) |                                    |
| 9 | 별이 가득 꿈이 가득  | 한은선 | 이은정 | 이천 서희중창단(경기) 강지현, 이세상, 강지수, 이지민(이천 설봉초) · 장연우(이천 이천초) 신지영(이천 아미초) 이소율(이천 부발초) 김채린, 김소린(이천 안흥초)                                                                                     | 금상                               |
| 10 | 고운 할머니          | 이민정 |        | 최혜영(부산 연지초 4) |                                    |
| 11 | 파란하늘 이야기      | 손민정 |        | 해맑은 아이들 (서울\|경기\|부산) 윤지오(서울 남정초) · 김민주(서울 사대부설초) · 한도원, 신서희(서울 영훈초) · 하지안(서울 경기초) · 류현지(성남 매송초) 이신유(부산 송수초) · 이채윤(부산 용수초)                                              | 인기상                             |
| 12 | 별 빛을 쫓는 고양이  | 김지원 | 심태한 | 은가비 중창단(부산) 김려원(부산 해운대초) · 장서진(부산 용소초) · 이서연(부산 교대부설초) · 최윤서(부산 상당초) · 강혜림, 김채현(부산 해원초)                                                                                                   | 대상, 고운 노랫말 상, 교육부장관상 |

| - 방영일 : 2019년 4월 21일 오후 4:00 (녹화방송, 울산 MBC) - 녹화일 : 2019년 4월 28일 (일) 오후 4:00(녹화당일 유튜브 채널 사전방송) - 장소 : 울산 중구 문화의전당 함월홀 - 사회 : 이관열, 김연경 - 시상내역 - 대상 1팀 : 상금 150만원, 상장 - 금상 1팀 : 상금 100만원, 상장 - 은상 1팀 : 상금 80만원, 상장 - 동상 1팀 : 상금 50만원, 상장 - 장려상 1팀 : 상금 30만원, 상장 - 인기상 1팀 : 상장 (중복수상 가능) - 좋은노랫말상 : 상금 100만원, 상장 (중복수상 가능) 참가팀 : 예선을 거쳐 본선에 12곡이 오름. \| 참가번호 \| 곡명 \| 작사 \| 작곡 \| 가창자 \| 비고 \| \| \| -------- \| ------------------------- \| ------ \| -------- \| --------------------------------------------------------------------------------------------------------------------------------------------------------------------------------------------------------------------------------------------- \| ------------- \| ---- \| \| 1 \| 작은 행복 찾기 \| 이수영 \| 백하슬기 \| 해피 아이즈(경남) 강다윤(양산 양주초) · 강다윤(양산 어곡초) · 김나연(양산 좌삼초) · 신현도(양산 신양초) \| \| \| \| 2 \| 우리 아빠 구두 \| 유영미 \| 이기경 \| 최누리(성남 도촌초) \| 인기상 \| \| \| 3 \| 속담 약속 \| 정수은 \| 유경수 \| 이천 서희 중창단(경기) 김은교(이천 이천초) · 신승희, 신지영(이천 아미초) · 이소율(이천 부발초) · 강지수, 이소흔, 이지민(이천 설봉초) · 최영우, 최시화(이천 남초) · 최예서(이천 안흥초) \| 은상 \| \| \| 4 \| 내 생에 첫 피아노 대회 날 \| 김지원 \| \| 이다은(울산 남산초) \| \| \| \| 5 \| 도돌이 법칙 \| 채정미 \| 염경아 \| 늘해랑 중창단(경기) 권예헌(용인 샘말초) · 김민기(성남 샘물초) · 김예린(화성 기산초) · 김채니(안산 청석초) · 박예은(용인 서농초) · 이소율(화성 기산초) · 조윤진(수원 산의초) · 조이안(수원 장원초) · 한유주(수원 영덕초) · 황윤서(수원 광교초) \| \| \| \| 6 \| 행복 가득한 교실 \| 정수은 \| 안진현 \| 햇살나무 중창단(부산)강나윤, 이지민(부산 두실초) · 강리원(부산 무정초) · 강소민, 이채윤(부산 용수초) · 고현서(부산 동래초) · 손예은(부산 화잠초) · 오소은(부산 무정초) · 이정윤(부산 용문초) \| 장려상 \| \| \| 7 \| 달팽이 여행 \| 최돈수 \| 김남삼 \| 전소희(길림성 연길시 중앙소학교) \| 좋은 노랫말상 \| \| \| 8 \| 시험 전 밤샘 \| 정수은 \| 임수연 \| 노래하는 아이들(경남) 강희원(김해 구산초) · 김서현, 윤효은(부산 명진초) · 김예림(부산 동래초) · 김도경, 김소정, 최예영, 전서현(부산 송수초) · 장가은(김해 화정초) · 최하윤(김해 대응초) \| \| \| \| 9 \| 꿈을 그리는 꼬마 화가 \| 박경린 \| \| 김서은(성남 중탑초) \| 동상 \| \| \| 10 \| 떡,떡,떡 \| 배인숙 \| \| 쁘띠 앙상블 (대구) 김민석, 박준서(대구 동천초)·이봄(대구 계성초)·이유인(대구 황금초)·이의현(대구 경대사대부설초)·최동윤(대구 동신초)·김윤지, 유안서, 이예원, 한지윤(대구 동도초) \| \| \| \| 11 \| 시골 밤 여행 \| 정수은 \| 윤대림 \| 강유진(부산 예원초) \| \| \| \| 12 \| 콩나물 음표여행 \| 문정은 \| 김경은 \| 한울중창단(서울) 김나연, 성윤지, 신혜원, 원효비, 이지우, 이채은, 차모린, 최린(모두 서울 언북초) \| 대상 \| 금상 \| |                           |        |          | |               |      |
| 참가번호 | 곡명                      | 작사   | 작곡     | 가창자 | 비고          |      |
| 1 | 작은 행복 찾기            | 이수영 | 백하슬기 | 해피 아이즈(경남) 강다윤(양산 양주초) · 강다윤(양산 어곡초) · 김나연(양산 좌삼초) · 신현도(양산 신양초) |               |      |
| 2 | 우리 아빠 구두            | 유영미 | 이기경   | 최누리(성남 도촌초) | 인기상        |      |
| 3 | 속담 약속                 | 정수은 | 유경수   | 이천 서희 중창단(경기) 김은교(이천 이천초) · 신승희, 신지영(이천 아미초) · 이소율(이천 부발초) · 강지수, 이소흔, 이지민(이천 설봉초) · 최영우, 최시화(이천 남초) · 최예서(이천 안흥초)                                                        | 은상          |      |
| 4 | 내 생에 첫 피아노 대회 날 | 김지원 |          | 이다은(울산 남산초) |               |      |
| 5 | 도돌이 법칙               | 채정미 | 염경아   | 늘해랑 중창단(경기) 권예헌(용인 샘말초) · 김민기(성남 샘물초) · 김예린(화성 기산초) · 김채니(안산 청석초) · 박예은(용인 서농초) · 이소율(화성 기산초) · 조윤진(수원 산의초) · 조이안(수원 장원초) · 한유주(수원 영덕초) · 황윤서(수원 광교초) |               |      |
| 6 | 행복 가득한 교실          | 정수은 | 안진현   | 햇살나무 중창단(부산)강나윤, 이지민(부산 두실초) · 강리원(부산 무정초) · 강소민, 이채윤(부산 용수초) · 고현서(부산 동래초) · 손예은(부산 화잠초) · 오소은(부산 무정초) · 이정윤(부산 용문초)                                                  | 장려상        |      |
| 7 | 달팽이 여행               | 최돈수 | 김남삼   | 전소희(길림성 연길시 중앙소학교) | 좋은 노랫말상 |      |
| 8 | 시험 전 밤샘              | 정수은 | 임수연   | 노래하는 아이들(경남) 강희원(김해 구산초) · 김서현, 윤효은(부산 명진초) · 김예림(부산 동래초) · 김도경, 김소정, 최예영, 전서현(부산 송수초) · 장가은(김해 화정초) · 최하윤(김해 대응초)                                                       |               |      |
| 9 | 꿈을 그리는 꼬마 화가     | 박경린 |          | 김서은(성남 중탑초) | 동상          |      |
| 10 | 떡,떡,떡                  | 배인숙 |          | 쁘띠 앙상블 (대구) 김민석, 박준서(대구 동천초)·이봄(대구 계성초)·이유인(대구 황금초)·이의현(대구 경대사대부설초)·최동윤(대구 동신초)·김윤지, 유안서, 이예원, 한지윤(대구 동도초)                                                              |               |      |
| 11 | 시골 밤 여행              | 정수은 | 윤대림   | 강유진(부산 예원초) |               |      |
| 12 | 콩나물 음표여행           | 문정은 | 김경은   | 한울중창단(서울) 김나연, 성윤지, 신혜원, 원효비, 이지우, 이채은, 차모린, 최린(모두 서울 언북초) | 대상          | 금상 |

| - 방영일 : 2020년 11월 21일 오전 : (녹화방송, 울산 MBC) - 녹화일 : 2020년 10월 14일 (일) 오후 4:00(녹화당일 유튜브 채널 사전방송) - 장소 : 뮤직비디오(비대면 진행) - 사회 : 이관열, 박성은 - 심사위원 - 민경찬 : 한국예술종합학교 음악원 교수 - 김준호 : 국악인 - 이인혜 : 배우, 경성대학교 교수 - 김방술 : 울산대학교 음악학과 교수 - 신춘희 : 아동문학가, 前 경상일보 논설실장 - 시상내역 - 대상 : 교육부장관상, 상금 150만원 - 금상 : 울산광역시장상, 상금 100만원 - 은상 : 상금 80만원, 상장 - 동상 : 상금 50만원, 상장 - 장려상 : 상금 30만원, 상장 - 인기상 : 상장 (중복수상 가능) - 좋은노랫말상 : 상금 100만원, 상장 (중복수상 가능) 참가팀 : 예선을 거쳐 본선에 12곡이 오름. \| 참가번호 \| 곡명 \| 작사 \| 작곡 \| 가창자 \| 비고 \| \| -------- \| ---------------------- \| ------ \| ------ \| ------------------------------------------------------------------------------------------------------------------------------------------------------------------------------------------------------------------------------------------------------------------- \| ------------ \| \| 1 \| 작은 영웅 \| 김경은 \| 이수영 \| 아름불휘 중창단(경기) 이다연, 송수연(성남 수내초 6) · 조예원(성남 초림초 6) 최구가온(성남 도촌초 5) · 박세빈, 정다은(성남 수내초 4) 윤시우(성남 당촌초 4) · 유은재(성남 서당초 4) 이서경(성남 돌마초 2) · 곽보경(용인 보정초 1) \| 좋은노랫말상 \| \| 2 \| 맑은 하늘 그리기 \| 최형심 \| 박진영 \| 루체레 중창단(충북) 전소희(충주 칠금초 6) · 황희선, 최유진(충주 용산초 6) 조재연, 최예서(충주 칠금초 5) · 김현진(충주 칠금초 4) 강태연(충주 탄금초 4) · 허시아(충주 성남초 4) \| \| \| 3 \| 하늘 청소부 \| 김영 \| 권미현 \| 김지윤(대구 월서초 5) \| \| \| 4 \| 시간에게 마법을 \| 이수영 \| 이은정 \| 해맑은 아이들(서울, 경기) 배주원(서울 동산초 5) · 서훈종(서울 계성초 5) · 안채준(서울 남정초 5) 홍승연(평택 내기초 5) · 김준효(서울 원촌초(4) · 방시연(화성 반석초 4) 유리엘(서울 논현초 3) · 이하은(서울 신동초 3) · 홍승이(서울 신동초 3) \| 동상 \| \| 5 \| 계절 놀이터 \| 한은선 \| 김지숙 \| 해피아이즈(부산, 경남) 이윤진, 채나현(부산 용수초 5) · 이수민(양산 상북초 5) 김나연(양산 좌심초 4) · 김하경(부산 다대초 3) 박현아(부산 다대초 2) · 이지원(부산 다대초 1) \| \| \| 6 \| 노래로 떠나는 음악여행 \| 박경린 \| 박경린 \| 꿈이 크는 아이들(경기) 김예호(용인 대정초 4) · 이지민(성남 야탑초 4) 김이레(용인 대정초 1) · 황수빈(용인 대현초 1) \| 금상 \| \| 7 \| 텃밭 조례시간 \| 유금옥 \| 오세철 \| 하늘소리 중창단(경남) 김예담(창원 삼정자초 5) · 김태유(창원 삼정자초 4) · 이다현(창원 용호초 4) 박지은(창원 장복초 3) · 백서영(경남 하동초 3) · 박보현(창원 자은초 3) 도희승(창원 장복초 2) · 백신영(경남 하동초 1) · 백지현(창원 자은초 1) \| \| \| 8 \| 그 자리 별 \| 채경록 \| 채경록 \| 별빛 아이들(서울, 경기) 김보민(남양주 와부초 4) · 윤이섭(서울 청원초 4) · 채율희(평택 세아초 2) \| 은상 \| \| 9 \| 웃음꽃 말 씨앗 \| 채정미 \| 송세라 \| 즐거운 중창단(경기) 이주은(성남 늘푸른초 5) · 송서윤(성남 늘푸른초 4) 강수아, 고영찬(이상 성남 불곡초 4) · 김윤하, 박은서(이상 성남 미금초 4) 차요엘(성남 홈스쿨 4) · 차다엘(성남 홈스쿨 2) · 윤슬아(의왕 덕장초 2) \| 장려상 \| \| 10 \| 행복 식탁 \| 문정은 \| 박수연 \| 오색빛깔 중창단(부산, 경남) 김예은(부산 괴정초 6) · 최혜영(부산 연지초 6) · 이수연(부산 엄궁초 5) 이채원(부산 괴정초 5) · 최하윤(김해 대흥초 5) · 허윤혁(창원 호계초 5) 배은서(김해 임호초 4) · 정대해(부산 남천초 4) · 정지우(부산 남성초 4) 이준원(부산 연지초 3) \| \| \| 11 \| 사과 한 알 사과 법 \| 채정미 \| 최유경 \| 소리향기 중창단(경남) 이다영(김해 관동초 6) · 박솔민(김해 관동초 5) · 김세은(김해 신안초 3) 김채건(김해 수남초 3) · 강동우, 강서진(이상 김해 관동초 3) 서유진(김해 대청초 3) · 한고은(김해 율하초 3) 김수예(김해 도산초 2) · 김해슬(김해 구산초 1) \| \| \| 12 \| 바람 꽃 향기 \| 정수은 \| 조오령 \| 이윤서(용인 한빛초 5) \| 대상 \| |                        |        |        | |              |
| 참가번호 | 곡명                   | 작사   | 작곡   | 가창자 | 비고         |
| 1 | 작은 영웅              | 김경은 | 이수영 | 아름불휘 중창단(경기) 이다연, 송수연(성남 수내초 6) · 조예원(성남 초림초 6) 최구가온(성남 도촌초 5) · 박세빈, 정다은(성남 수내초 4) 윤시우(성남 당촌초 4) · 유은재(성남 서당초 4) 이서경(성남 돌마초 2) · 곽보경(용인 보정초 1)                                     | 좋은노랫말상 |
| 2 | 맑은 하늘 그리기       | 최형심 | 박진영 | 루체레 중창단(충북) 전소희(충주 칠금초 6) · 황희선, 최유진(충주 용산초 6) 조재연, 최예서(충주 칠금초 5) · 김현진(충주 칠금초 4) 강태연(충주 탄금초 4) · 허시아(충주 성남초 4)                                                                                       |              |
| 3 | 하늘 청소부            | 김영   | 권미현 | 김지윤(대구 월서초 5) |              |
| 4 | 시간에게 마법을        | 이수영 | 이은정 | 해맑은 아이들(서울, 경기) 배주원(서울 동산초 5) · 서훈종(서울 계성초 5) · 안채준(서울 남정초 5) 홍승연(평택 내기초 5) · 김준효(서울 원촌초(4) · 방시연(화성 반석초 4) 유리엘(서울 논현초 3) · 이하은(서울 신동초 3) · 홍승이(서울 신동초 3)                         | 동상         |
| 5 | 계절 놀이터            | 한은선 | 김지숙 | 해피아이즈(부산, 경남) 이윤진, 채나현(부산 용수초 5) · 이수민(양산 상북초 5) 김나연(양산 좌심초 4) · 김하경(부산 다대초 3) 박현아(부산 다대초 2) · 이지원(부산 다대초 1)                                                                                            |              |
| 6 | 노래로 떠나는 음악여행 | 박경린 | 박경린 | 꿈이 크는 아이들(경기) 김예호(용인 대정초 4) · 이지민(성남 야탑초 4) 김이레(용인 대정초 1) · 황수빈(용인 대현초 1) | 금상         |
| 7 | 텃밭 조례시간          | 유금옥 | 오세철 | 하늘소리 중창단(경남) 김예담(창원 삼정자초 5) · 김태유(창원 삼정자초 4) · 이다현(창원 용호초 4) 박지은(창원 장복초 3) · 백서영(경남 하동초 3) · 박보현(창원 자은초 3) 도희승(창원 장복초 2) · 백신영(경남 하동초 1) · 백지현(창원 자은초 1)                         |              |
| 8 | 그 자리 별             | 채경록 | 채경록 | 별빛 아이들(서울, 경기) 김보민(남양주 와부초 4) · 윤이섭(서울 청원초 4) · 채율희(평택 세아초 2) | 은상         |
| 9 | 웃음꽃 말 씨앗         | 채정미 | 송세라 | 즐거운 중창단(경기) 이주은(성남 늘푸른초 5) · 송서윤(성남 늘푸른초 4) 강수아, 고영찬(이상 성남 불곡초 4) · 김윤하, 박은서(이상 성남 미금초 4) 차요엘(성남 홈스쿨 4) · 차다엘(성남 홈스쿨 2) · 윤슬아(의왕 덕장초 2)                                                 | 장려상       |
| 10 | 행복 식탁              | 문정은 | 박수연 | 오색빛깔 중창단(부산, 경남) 김예은(부산 괴정초 6) · 최혜영(부산 연지초 6) · 이수연(부산 엄궁초 5) 이채원(부산 괴정초 5) · 최하윤(김해 대흥초 5) · 허윤혁(창원 호계초 5) 배은서(김해 임호초 4) · 정대해(부산 남천초 4) · 정지우(부산 남성초 4) 이준원(부산 연지초 3) |              |
| 11 | 사과 한 알 사과 법     | 채정미 | 최유경 | 소리향기 중창단(경남) 이다영(김해 관동초 6) · 박솔민(김해 관동초 5) · 김세은(김해 신안초 3) 김채건(김해 수남초 3) · 강동우, 강서진(이상 김해 관동초 3) 서유진(김해 대청초 3) · 한고은(김해 율하초 3) 김수예(김해 도산초 2) · 김해슬(김해 구산초 1)                  |              |
| 12 | 바람 꽃 향기           | 정수은 | 조오령 | 이윤서(용인 한빛초 5) | 대상         |

| - 방영일 : 2021년 12월 5일(녹화방송, 울산 MBC) - 녹화일 : 2021. 09. 11(토) 4시 - 장소 : 울산 MBC 공개홀(비대면 진행) - 사회 : 박성은 - 심사위원 - 민경찬 : 한국예술종합학교 음악원 교수 - 김원명 : 경성대학교 음악학부 - 이인혜 : 배우, 경성대학교 교수 - 조은혜 : 부지휘자, 울산시립합창단 - 신춘희 : 아동문학가&前 경상일보 논설실장 - 시상내역 - 대상 : 교육부장관상, 상금 150만원 - 금상 : 울산광역시장상, 상금 100만원 - 은상 : 상금 80만원, 상장 - 동상 : 상금 50만원, 상장 - 장려상 : 상금 30만원, 상장 - 인기상 : 상장(중복수상 가능) - 좋은노랫말상 : 상금 100만원, 상장(중복수상 가능) - 참가팀 : 예선을 거쳐 본선에 12곡이 오름. \| 참가번호 \| 곡명 \| 작사 \| 작곡 \| 가창자 \| 비고 \| \| -------- \| ------------------------- \| ------ \| ------ \| ------------------------------------------------------------------------------------------------------------------------------------------------------------------------------------------------------------------------------------------------------ \| ------------------- \| \| 1 \| 별자리 동물원 \| 이수영 \| 김재한 \| 아름불휘 중창단(경기) 곽보경(용인 보정초) · 박세빈, 정다은(성남 수내초) · 이서경(성남 송현초) · 유은재, 홍채연(성남 서당초) · 은시우(성남 당촌초) \| \| \| 2 \| 거북이와 토끼의 멋진 우정 \| 박경린 \| 박경린 \| 은가비 중창단(부산) 김서희, 장혜민, 김서영(부산 해원초) · 박서연(부산 민락초) · 최루이(부산 동래초) · 김지유, 류지현(부산 해강초) · 박서윤, 배라윤(부산 혜화초) \| \| \| 3 \| 뒤죽박죽 죽타령 \| 유금옥 \| 염경아 \| 드림싱어즈(경북 · 부산 · 경남) 권미소(부산 청룡초) · 김가연(경주 황남초) · 오지유, 이채원(부산 괴정초) · 박민주(부산 남성초) · 허윤혁(창원 호계초) · 김주은(양산 삼성초) · 이수인(부산 엄궁초) · 이준원(부산 연지초) · \| 장려상 \| \| 4 \| 호호 반창고 \| 이수영 \| 최유경 \| 도담다담 친구들(서울 · 경기) 김민서(용인 이현초) · 노은율(성남 내정초) · 위서은(용인 대지초) · 채다나(용인 언동초) · 이소윤(용인 신촌초) · 이지윤(화성 안화초) · 최아윤(남양주 다산가람초) · 한소은(서울 상명초) · 황민하(구리 동인초) \| \| \| 5 \| 장마 끝 \| 이수영 \| 김영경 \| 위드프랜즈(서울 · 경기) 김은우(서울 청원초) · 김채연(남양주 퇴계원초) · 박시우(서울 잠일초) · 박예은(용인 서농초) · 윤아영, 정예준(남양주 도농초) · 이서현(구리 동인초) · 장예린(서울 세검정초) · 정예원(서울 화랑초) · 채연아(서울 선곡초) \| \| \| 6 \| 귀여운 친구 시추 \| 유재봉 \| 유재봉 \| 오색빛깔 중창단(부산 · 경남) 김다빈(부산 온천초) · 김희원(김해 구산초) · 배은서(김해 임호초) · 송승현(부산 괴정초) · 신수영(부산 화명초) · 안지윤(부산 동래초) · 오수연(부산 송수초) · 이지민(부산 명원초) · 정다혜(부산 남천초) · 하다혜(부산 오션초) \| 동상 \| \| 7 \| 뒤뚱뒤뚱 바다문지기 \| 정규원 \| 정규원 \| 변예론(서울 위례별초) \| \| \| 8 \| 그림자 놀이 \| 김영은 \| 김영은 \| 루키즈(경기) 배세인(용인 중일초) · 엄지민(성남 수내초) · 최구가온(성남 도촌초) · 황예은(성남 당촌초) \| 인기상 \| \| 9 \| 손가락 기차 여행 \| 심진하 \| 이명선 \| 다온소리 중창단(울산) 구연(울산 덕신초) · 김태언(울산 평산초) · 박연서(울산 구연초) · 이예지, 이주안(울산 남외초) · 안희정(울산 백양초) · 이준기(울산 성안초) · \| 금상 \| \| 10 \| 너나들이 \| 이정인 \| 이정인 \| 하늘바람 중창단(서울 · 경기) 권소윤(남양주 태강삼육초) · 권아린(서울 면목초) · 김나현(서울 동북초) · 김시은(남양주 한별초) · 김유안(용인 독정초) · 김현진(서울 창경초) · 신은비, 신은철(서울 상수초) · 이연우(남양주 화접초) \| 은상 \| \| 11 \| 크레파스의 노래 \| 심진하 \| 김지숙 \| 이지아(포천 추산초) \| \| \| 12 \| 슬라임 가족 \| 이호석 \| 이호석 \| 도란도란 중창단(제주) 김나은, 김하은, 송아린, 현은채(제주 영평초) · 김예진(제주 한라초) · 김지수(제주 도평초) · 신지율(제주 도남초) · 이수민(제주 부설초) \| 좋은노랫말상 · 대상 \| |                           |        |        | |                     |
| 참가번호 | 곡명                      | 작사   | 작곡   | 가창자 | 비고                |
| 1 | 별자리 동물원             | 이수영 | 김재한 | 아름불휘 중창단(경기) 곽보경(용인 보정초) · 박세빈, 정다은(성남 수내초) · 이서경(성남 송현초) · 유은재, 홍채연(성남 서당초) · 은시우(성남 당촌초) |                     |
| 2 | 거북이와 토끼의 멋진 우정 | 박경린 | 박경린 | 은가비 중창단(부산) 김서희, 장혜민, 김서영(부산 해원초) · 박서연(부산 민락초) · 최루이(부산 동래초) · 김지유, 류지현(부산 해강초) · 박서윤, 배라윤(부산 혜화초)                                                                                        |                     |
| 3 | 뒤죽박죽 죽타령           | 유금옥 | 염경아 | 드림싱어즈(경북 · 부산 · 경남) 권미소(부산 청룡초) · 김가연(경주 황남초) · 오지유, 이채원(부산 괴정초) · 박민주(부산 남성초) · 허윤혁(창원 호계초) · 김주은(양산 삼성초) · 이수인(부산 엄궁초) · 이준원(부산 연지초) ·                                 | 장려상              |
| 4 | 호호 반창고               | 이수영 | 최유경 | 도담다담 친구들(서울 · 경기) 김민서(용인 이현초) · 노은율(성남 내정초) · 위서은(용인 대지초) · 채다나(용인 언동초) · 이소윤(용인 신촌초) · 이지윤(화성 안화초) · 최아윤(남양주 다산가람초) · 한소은(서울 상명초) · 황민하(구리 동인초)                 |                     |
| 5 | 장마 끝                   | 이수영 | 김영경 | 위드프랜즈(서울 · 경기) 김은우(서울 청원초) · 김채연(남양주 퇴계원초) · 박시우(서울 잠일초) · 박예은(용인 서농초) · 윤아영, 정예준(남양주 도농초) · 이서현(구리 동인초) · 장예린(서울 세검정초) · 정예원(서울 화랑초) · 채연아(서울 선곡초)            |                     |
| 6 | 귀여운 친구 시추          | 유재봉 | 유재봉 | 오색빛깔 중창단(부산 · 경남) 김다빈(부산 온천초) · 김희원(김해 구산초) · 배은서(김해 임호초) · 송승현(부산 괴정초) · 신수영(부산 화명초) · 안지윤(부산 동래초) · 오수연(부산 송수초) · 이지민(부산 명원초) · 정다혜(부산 남천초) · 하다혜(부산 오션초) | 동상                |
| 7 | 뒤뚱뒤뚱 바다문지기       | 정규원 | 정규원 | 변예론(서울 위례별초) |                     |
| 8 | 그림자 놀이               | 김영은 | 김영은 | 루키즈(경기) 배세인(용인 중일초) · 엄지민(성남 수내초) · 최구가온(성남 도촌초) · 황예은(성남 당촌초) | 인기상              |
| 9 | 손가락 기차 여행          | 심진하 | 이명선 | 다온소리 중창단(울산) 구연(울산 덕신초) · 김태언(울산 평산초) · 박연서(울산 구연초) · 이예지, 이주안(울산 남외초) · 안희정(울산 백양초) · 이준기(울산 성안초) ·                                                                                        | 금상                |
| 10 | 너나들이                  | 이정인 | 이정인 | 하늘바람 중창단(서울 · 경기) 권소윤(남양주 태강삼육초) · 권아린(서울 면목초) · 김나현(서울 동북초) · 김시은(남양주 한별초) · 김유안(용인 독정초) · 김현진(서울 창경초) · 신은비, 신은철(서울 상수초) · 이연우(남양주 화접초)                           | 은상                |
| 11 | 크레파스의 노래           | 심진하 | 김지숙 | 이지아(포천 추산초) |                     |
| 12 | 슬라임 가족               | 이호석 | 이호석 | 도란도란 중창단(제주) 김나은, 김하은, 송아린, 현은채(제주 영평초) · 김예진(제주 한라초) · 김지수(제주 도평초) · 신지율(제주 도남초) · 이수민(제주 부설초)                                                                                              | 좋은노랫말상 · 대상 |

| - 녹화일 : 2022. 10. 02(일) 오후 4시 - 방영일 : 2022. 10. 08(토) 오전 8:20~9:55(울산 MBC) - 장소 : 울산문화예술회관 대공연장 - 사회 : 배윤호, 박성은 - 심사위원 - 민경찬 : 한국예술종합학교 음악원 명예교수 - 이미숙 : MBC 뽀뽀뽀 전 음악감독 - 황선경 : 색동회 울산지부장 - 신춘희 : 아동문학가 & 전 경상일보 논설실장 - 목주승 : 울산 MBC 편성제작국장 - 시상내역 - 대상 : 교육부장관상, 상금 150만원 - 금상 : 울산광역시장상, 상금 100만원 - 은상 : 상금 80만원, 상장 - 동상 : 상금 50만원, 상장 - 장려상 : 상금 30만원, 상장 - 인기상 : 상장(중복수상 가능) - 좋은노랫말상 : 상금 100만원, 상장(중복수상 가능) 참가팀 : 모두 300여 곡이 응모하여 예선을 거쳐 12곡이 본선 진출(평균 경쟁률 25대 1). \| 참가번호 \| 곡명 \| 작사 \| 작곡 \| 가창자 \| 비고 \| \| -------- \| ----------------------- \| --------- \| ------ \| -------------------------------------------------------------------------------------------------------------------------------------------------------------------------------------------------------------------------------------------------------------------------------- \| ------------ \| \| 1 \| 숲이 랄랄라 \| 박경린 \| 박경린 \| 오색빛깔 중창단(부산 · 경남) 박서연(양산 금오초 3) · 박지민(부산 용소초 6) · 배은서(김해 임호초 6) · 신수영(부산 화명초) · 심채민(부산 부곡초) · 오지유(부산 괴정초 6) · 이유림(부산 교대 부설초 4) · 이지민(부산 명원초 6) · 최소윤(김해 진영 대응초 4) · 하다해(부산 오션초 6) \| 장려상 \| \| 2 \| 길은 길이야 \| 심진하 \| 이명진 \| 노래마을 아이들(대구 · 경북) 김건호(대구 칠성초 6) · 박선우, 이아진(대구 용천초 6) · 이예린(대구 용천초 4) · 이윤주(대구 삼육초 3) · 정소율(대구 성당초 3) · 정예원(대구 수성초 2) · 최우주(대구 조암초 6) · 한다현(경북 동명동부초 5) · 홍슬아(대구 포신초 1) \| \| \| 3 \| 봄소풍 톡톡 \| 심진하 \| 유경수 \| 해맑은 아이들(서울 · 경기 · 충북) 박무강(서울 원촌초 2) · 박민채(서울 원촌초 6) · 성나윤(진천 상신초 4) · 오채원(서울 상명초 3) · 윤재이(서울 남정초 4) · 정다움(화성 반석초 6) · 조아연(서울 동산초 1) \| \| \| 4 \| 아마 사춘기 \| 김영경[6] \| 김영경 \| 아름불휘 중창단(경기) 곽보경(용인 보정초 3) · 박민채(서울 원촌초) · 성나윤(진천 상신초) · 유은재(성남 서당초 6) · 이서경(성남 송현초 5) · 정다움(화성 반석초) · 하연수(성남 이매초 4) · 홍채연(성남 서당초 5) · 황예슬(성남 당촌초 5) \| 좋은노랫말상 \| \| 5 \| 자연보물찾기 \| 이수영 \| 송세라 \| 햇살나무 중창단(부산) 강효주(부산 해원초 5) · 김효빈, 배은유(부산 용수초 4) · 심정은(부산 해원초 4) · 여소은(부산 동래초 4) · 이현송(부산 화정초 5) · 최윤서(부산 송수초 5) · 황슬혜(부산 정관초 5) \| \| \| 6 \| 칭찬 선물 \| 한은선 \| 민유리 \| 꿈이 크는 아이들(경기) 김예호(용인 대정초 6) · 김이레(같은 학교 3)[7] \| 은상 \| \| 7 \| 하얀 구름 솜사탕 이야기 \| 조혜진 \| 오세철 \| 해피키즈(울산) 김시연(울산 우정초 3) · 김태영(울산 수암초 5) · 이라원(울산 여천초 1) · 이유빈(울산 미포초 5) · 정주은(울산 명정초 2) · 진다혜(울산 삼신초 5) · 진소예, 탁예은(울산 무거초 2) · 진예원(울산 삼신초 2) · 표가인(울산 양사초 4) · \| 금상 \| \| 8 \| 멋진 날개 옷 \| 심진하 \| 김해진 \| 푸른소리 중창단(전북) 김나린, 임채원, 진서희(전주교대 군산부설초5) · 윤서빈, 이설희(같은 학교 6) · 김규리, 두하율, 신영훈, 이은빈, 채우리(같은 학교 4) \| 인기상 \| \| 9 \| 숫자 2의 비밀 \| 이수영 \| 김경은 \| 은가비 중창단(부산) 김나경(부산 해원초 4) · 류지현(부산 해강초 5) · 박채원(부산 해원초 2) · 서유주(부산 혜화초 3) · 장예음(부산 두실초 4) · 정영교(부산 동성초 4) · 조아란(부산 예원초 4) \| \| \| 10 \| 내일 \| 한혜선 \| 김재한 \| 드림트리(서울 · 경기) 고다은(의정부 민락초 5) · 권아린(서울 면목초 4) · 김규린(남양주 한별초 4) · 김서원(서울 중계초 3) · 박윤후(서울 대도초 5) · 신규헌(서울 계상초 4) · 이연우(남양주 화접초 4) · 조예봄(서울 청원초 4) · 최서희(서울 청원초 3) \| 동상 \| \| 11 \| 아낌없이 꿈을 꾸는 별 \| 박윤희 \| 문은정 \| 육예서(서울 을지초 5)[8] \| 대상 \| \| 12 \| 열두 살 마음 사전 \| 곽희종 \| 김드리 \| 늘해랑 리틀 싱어즈(경기) 고해나(용인 흥덕초 2) · 박지인(수원 매원초 5) · 박성하(용인 석성초 3) · 배재희(용인 석현초 3) · 복누리(수원 송원초 4) · 이다은(화성 늘봄초 2) · 최예지(용인 상하초 2) · 표서연(시흥 라온초 3) · 한다윤(용인 독정초 2) · 황유진(성남 낙생초 4) \| \| |                         |        |        | |              |
| 참가번호 | 곡명                    | 작사   | 작곡   | 가창자 | 비고         |
| 1 | 숲이 랄랄라             | 박경린 | 박경린 | 오색빛깔 중창단(부산 · 경남) 박서연(양산 금오초 3) · 박지민(부산 용소초 6) · 배은서(김해 임호초 6) · 신수영(부산 화명초) · 심채민(부산 부곡초) · 오지유(부산 괴정초 6) · 이유림(부산 교대 부설초 4) · 이지민(부산 명원초 6) · 최소윤(김해 진영 대응초 4) · 하다해(부산 오션초 6) | 장려상       |
| 2 | 길은 길이야             | 심진하 | 이명진 | 노래마을 아이들(대구 · 경북) 김건호(대구 칠성초 6) · 박선우, 이아진(대구 용천초 6) · 이예린(대구 용천초 4) · 이윤주(대구 삼육초 3) · 정소율(대구 성당초 3) · 정예원(대구 수성초 2) · 최우주(대구 조암초 6) · 한다현(경북 동명동부초 5) · 홍슬아(대구 포신초 1)                   |              |
| 3 | 봄소풍 톡톡             | 심진하 | 유경수 | 해맑은 아이들(서울 · 경기 · 충북) 박무강(서울 원촌초 2) · 박민채(서울 원촌초 6) · 성나윤(진천 상신초 4) · 오채원(서울 상명초 3) · 윤재이(서울 남정초 4) · 정다움(화성 반석초 6) · 조아연(서울 동산초 1)                                                                          |              |
| 4 | 아마 사춘기             | 김영경 | 김영경 | 아름불휘 중창단(경기) 곽보경(용인 보정초 3) · 박민채(서울 원촌초) · 성나윤(진천 상신초) · 유은재(성남 서당초 6) · 이서경(성남 송현초 5) · 정다움(화성 반석초) · 하연수(성남 이매초 4) · 홍채연(성남 서당초 5) · 황예슬(성남 당촌초 5)                                            | 좋은노랫말상 |
| 5 | 자연보물찾기            | 이수영 | 송세라 | 햇살나무 중창단(부산) 강효주(부산 해원초 5) · 김효빈, 배은유(부산 용수초 4) · 심정은(부산 해원초 4) · 여소은(부산 동래초 4) · 이현송(부산 화정초 5) · 최윤서(부산 송수초 5) · 황슬혜(부산 정관초 5)                                                                              |              |
| 6 | 칭찬 선물               | 한은선 | 민유리 | 꿈이 크는 아이들(경기) 김예호(용인 대정초 6) · 김이레(같은 학교 3) | 은상         |
| 7 | 하얀 구름 솜사탕 이야기 | 조혜진 | 오세철 | 해피키즈(울산) 김시연(울산 우정초 3) · 김태영(울산 수암초 5) · 이라원(울산 여천초 1) · 이유빈(울산 미포초 5) · 정주은(울산 명정초 2) · 진다혜(울산 삼신초 5) · 진소예, 탁예은(울산 무거초 2) · 진예원(울산 삼신초 2) · 표가인(울산 양사초 4) ·                                   | 금상         |
| 8 | 멋진 날개 옷            | 심진하 | 김해진 | 푸른소리 중창단(전북) 김나린, 임채원, 진서희(전주교대 군산부설초5) · 윤서빈, 이설희(같은 학교 6) · 김규리, 두하율, 신영훈, 이은빈, 채우리(같은 학교 4) | 인기상       |
| 9 | 숫자 2의 비밀           | 이수영 | 김경은 | 은가비 중창단(부산) 김나경(부산 해원초 4) · 류지현(부산 해강초 5) · 박채원(부산 해원초 2) · 서유주(부산 혜화초 3) · 장예음(부산 두실초 4) · 정영교(부산 동성초 4) · 조아란(부산 예원초 4)                                                                                        |              |
| 10 | 내일                    | 한혜선 | 김재한 | 드림트리(서울 · 경기) 고다은(의정부 민락초 5) · 권아린(서울 면목초 4) · 김규린(남양주 한별초 4) · 김서원(서울 중계초 3) · 박윤후(서울 대도초 5) · 신규헌(서울 계상초 4) · 이연우(남양주 화접초 4) · 조예봄(서울 청원초 4) · 최서희(서울 청원초 3)                                | 동상         |
| 11 | 아낌없이 꿈을 꾸는 별   | 박윤희 | 문은정 | 육예서(서울 을지초 5) | 대상         |
| 12 | 열두 살 마음 사전       | 곽희종 | 김드리 | 늘해랑 리틀 싱어즈(경기) 고해나(용인 흥덕초 2) · 박지인(수원 매원초 5) · 박성하(용인 석성초 3) · 배재희(용인 석현초 3) · 복누리(수원 송원초 4) · 이다은(화성 늘봄초 2) · 최예지(용인 상하초 2) · 표서연(시흥 라온초 3) · 한다윤(용인 독정초 2) · 황유진(성남 낙생초 4)           |              |

| - 녹화일 : 2023. 5. 20(토) 오후 4시 - 방영일 : 5. 29(월) 17:35~19:05(울산 MBC) - 장소 : 울산문화예술회관 대공연장 - 사회 : 배윤호, 박성은 - 심사위원 - 최진아 : 울산시립합창단 부지휘자 - 황선경 : 색동회 울산지부장 - 신춘희 : 아동문학가 & 전 경상일보 논설실장 - 목주승 : 울산 MBC 편성제작국장 - 길기판 : 싱어송라이터 - 시상내역 - 대상 : 교육부장관상, 상금 150만원 - 금상 : 울산광역시장상, 상금 100만원 - 은상 : 상금 80만원, 상장 - 동상 : 상금 50만원, 상장 - 장려상 : 상금 30만원, 상장 - 인기상 : 상장(중복수상 가능) - 좋은노랫말상 : 상금 100만원, 상장(중복수상 가능) 참가팀 : 모두 300여 곡이 응모하여 예선을 거쳐 12곡이 본선 진출(평균 경쟁률 25대 1). \| 참가번호 \| 곡명 \| 작곡 \| 작사 \| 가창자 \| 비고 \| \| -------- \| ----------------------- \| ------ \| ------ \| ----------------------------------------------------------------------------------------------------------------------------------------------------------------------------------------------------------------------------------------------------------------------------------------------------------------------- \| ------------ \| \| 1 \| 높이 날아올라 \| 박경린 \| 이문기 \| 오색빛깔중창단(부산 · 경남) 김수아(부산 교대부설초 6) · 이예서(부산 외국인학교 5) · 심채민(부산 부곡초 5) · 박여원(부산 광안초 5) · 박유빈(부산 동성초 4) · 이미소(양산 가남초 4) · 박서연(양산 금오초 4) · 이윤지(부산 괴정초 4) · 장연지(부산 용문초 3) · 김규리(부산 장림초 3) \| \| \| 2 \| 친구가 최고야 \| 김지원 \| 김지원 \| 조이엘리 중창단(울산) 김소은, 정예진(울산 신정초 6) · 이채빈(울산 남외초 5) · 이아율(울산 신정초 4) ·박채희(울산 격동처 3) · 황설아(울산 격동초 2) \| \| \| 3 \| 분명해, 틀림없어 \| 신혜경 \| 심진하 \| 김라솜(용인 대청초 1) \| 인기상 \| \| 4 \| 바람을 타고 햇살을 안고 \| 이은정 \| 이수영 \| 해맑은 아이들(서울 · 인천 · 경기 · 충북) 채율희(평택 세아초 5) · 성나윤(진천 상신초 5) · 한하율(인천 박문초 5) · 윤재이(서울 남정초 5) · 서은비(서울 계성초 5) · 오채원(서울 상명사대부설초 4) · 윤주아(서울 계성초 4) \| 좋은노랫말상 \| \| 5 \| 진짜 사춘기 \| 오희섭 \| 손민정 \| 햇살나무 중창단(부산) 강효주(부산 해원초 6) · 김효빈, 배은유(부산 용수초 5)· 여소은(부산 동래초 5) · 박민서, 켈리매리언예나(부산 삼육초 4) · 안승아(부산 명진초 4) · 황혜봄(부산 정관초 4) · 안예린(부산 동성초 3) · 정하율(부산 명원초 3) \| \| \| 6 \| 고운 말 선물상자 \| 이재능 \| 방선우 \| 고운 아이들(서울 · 인천) 이서현, 정려원(서울 원촌초 4) · 박정환(서울 영희초 4) · 황사무엘(서울 이대부설초 4) · 옥은서(서울 반원초 3) · 박무강(서울 원촌초 3) · 박서정(서울 서래초 2) · 조아연(서울 동산초 2) · 강제이(채드윅 송도국제학교 1) \| \| \| 7 \| 나도 꽃, 너도 꽃 \| 김경은 \| 황유리 \| 은가비 중창단(부산) 배라윤(부산 혜화초 6) · 안지환(부산 해원초 6) · 박서윤, 조한성(부산 혜화초 5) \| 은상 \| \| 8 \| 안녕 꽃들아 \| 이명진 \| 엄다솜 \| 도란도란 친구들(제주) 현은채(제주 영평초 6) · 이수민(제주 교대부설초 6) \| 장려상 \| \| 9 \| 지당하신 말씀 \| 김영은 \| 김영은 \| 위드엔젤스(서울 · 경기) 육예서(서울 을지초 6) · 박시우(서울 잠일초 5) · 이소정(남양주 다산초 3) · 조소은(남양주 도농초 3) · 김아진(서울 송례초 2) · 정채윤(안양 신기초 2) \| \| \| 10 \| 팔도 비빔밥 \| 문은정 \| 하빈 \| 늘해랑 리틀 싱어즈(서울 · 경기) 황유진(성남 낙생초 5) · 강려원(화성 한율초 5) · 윤희준(서울 충암초 5) · 박성하(용인 석성초 4) · 배재희(용인 석현초 4) · 표서연(시흥 배곧라온초 4) · 고해나(용인 흥덕초 3) · 원아연(수원 산의초 3) · 이다은(화성 늘봄초 3) · 박서은(인천 송도 존스국제크리스찬스쿨 2) \| 대상 \| \| 11 \| 꿈의 상상나라 \| 박진영 \| 최정하 \| 김이레(용인 대청초 4) \| 동상 \| \| 12 \| 고드름 그래프 \| 김재한 \| 김재한 \| 노래하는 꿈나무(서울 · 경기) 나다움(Dulwich Collage (덜위치 콜라주)서울 영국학교 6) · 이연우(남양주 화접초 6) · 조예봄(서울 청원초 5) · 신규헌(서울 계상초 5) · 김서원(서울 중계초 4) · 최서희(서울 청원초 4) · 윤지수(남양주 도농초 4) · 이서아(남양주 해밀초 3) · 이수민(남양주 금교초 3) · 정주혜(서울 사대부설초 3) \| 금상 \| |                         |        |        | |              |
| 참가번호 | 곡명                    | 작곡   | 작사   | 가창자 | 비고         |
| 1 | 높이 날아올라           | 박경린 | 이문기 | 오색빛깔중창단(부산 · 경남) 김수아(부산 교대부설초 6) · 이예서(부산 외국인학교 5) · 심채민(부산 부곡초 5) · 박여원(부산 광안초 5) · 박유빈(부산 동성초 4) · 이미소(양산 가남초 4) · 박서연(양산 금오초 4) · 이윤지(부산 괴정초 4) · 장연지(부산 용문초 3) · 김규리(부산 장림초 3)                                       |              |
| 2 | 친구가 최고야           | 김지원 | 김지원 | 조이엘리 중창단(울산) 김소은, 정예진(울산 신정초 6) · 이채빈(울산 남외초 5) · 이아율(울산 신정초 4) ·박채희(울산 격동처 3) · 황설아(울산 격동초 2) |              |
| 3 | 분명해, 틀림없어        | 신혜경 | 심진하 | 김라솜(용인 대청초 1) | 인기상       |
| 4 | 바람을 타고 햇살을 안고 | 이은정 | 이수영 | 해맑은 아이들(서울 · 인천 · 경기 · 충북) 채율희(평택 세아초 5) · 성나윤(진천 상신초 5) · 한하율(인천 박문초 5) · 윤재이(서울 남정초 5) · 서은비(서울 계성초 5) · 오채원(서울 상명사대부설초 4) · 윤주아(서울 계성초 4)                                                                                                  | 좋은노랫말상 |
| 5 | 진짜 사춘기             | 오희섭 | 손민정 | 햇살나무 중창단(부산) 강효주(부산 해원초 6) · 김효빈, 배은유(부산 용수초 5)· 여소은(부산 동래초 5) · 박민서, 켈리매리언예나(부산 삼육초 4) · 안승아(부산 명진초 4) · 황혜봄(부산 정관초 4) · 안예린(부산 동성초 3) · 정하율(부산 명원초 3)                                                                              |              |
| 6 | 고운 말 선물상자        | 이재능 | 방선우 | 고운 아이들(서울 · 인천) 이서현, 정려원(서울 원촌초 4) · 박정환(서울 영희초 4) · 황사무엘(서울 이대부설초 4) · 옥은서(서울 반원초 3) · 박무강(서울 원촌초 3) · 박서정(서울 서래초 2) · 조아연(서울 동산초 2) · 강제이(채드윅 송도국제학교 1)                                                                            |              |
| 7 | 나도 꽃, 너도 꽃        | 김경은 | 황유리 | 은가비 중창단(부산) 배라윤(부산 혜화초 6) · 안지환(부산 해원초 6) · 박서윤, 조한성(부산 혜화초 5) | 은상         |
| 8 | 안녕 꽃들아             | 이명진 | 엄다솜 | 도란도란 친구들(제주) 현은채(제주 영평초 6) · 이수민(제주 교대부설초 6) | 장려상       |
| 9 | 지당하신 말씀           | 김영은 | 김영은 | 위드엔젤스(서울 · 경기) 육예서(서울 을지초 6) · 박시우(서울 잠일초 5) · 이소정(남양주 다산초 3) · 조소은(남양주 도농초 3) · 김아진(서울 송례초 2) · 정채윤(안양 신기초 2) |              |
| 10 | 팔도 비빔밥             | 문은정 | 하빈   | 늘해랑 리틀 싱어즈(서울 · 경기) 황유진(성남 낙생초 5) · 강려원(화성 한율초 5) · 윤희준(서울 충암초 5) · 박성하(용인 석성초 4) · 배재희(용인 석현초 4) · 표서연(시흥 배곧라온초 4) · 고해나(용인 흥덕초 3) · 원아연(수원 산의초 3) · 이다은(화성 늘봄초 3) · 박서은(인천 송도 존스국제크리스찬스쿨 2)                    | 대상         |
| 11 | 꿈의 상상나라           | 박진영 | 최정하 | 김이레(용인 대청초 4) | 동상         |
| 12 | 고드름 그래프           | 김재한 | 김재한 | 노래하는 꿈나무(서울 · 경기) 나다움(Dulwich Collage (덜위치 콜라주)서울 영국학교 6) · 이연우(남양주 화접초 6) · 조예봄(서울 청원초 5) · 신규헌(서울 계상초 5) · 김서원(서울 중계초 4) · 최서희(서울 청원초 4) · 윤지수(남양주 도농초 4) · 이서아(남양주 해밀초 3) · 이수민(남양주 금교초 3) · 정주혜(서울 사대부설초 3) | 금상         |

| - 녹화일 : 2024. 5. 19(일) 오후 4시 30분 - 방영일 : 5. 26(일) 09:00~10:40(울산 MBC) - 장소 : 울산문화예술회관 대공연장 - 사회 : 배윤호, 박성은 - 심사위원 - 박동희 : 울산시립합창단 예술감독 겸 지휘자 - 정홍근 : 한국동요사랑회원, 청솔초 수석교사 - 황선경 : 색동회 울산지부 이사 - 신춘희 : 아동문학가, 전 경상일보 논설실장 - 목주승 : 울산MBC 편성제작국장 - 시상내역 - 대상 : 교육부장관상, 상금 150만원 - 금상 : 울산광역시장상, 상금 100만원 - 은상 : 상금 80만원, 상장 - 동상 : 상금 50만원, 상장 - 장려상 : 상금 30만원, 상장 - 인기상 : 상장(중복수상 가능) - 좋은노랫말상 : 상금 100만원, 상장(중복수상 가능) 참가팀 : 모두 300여 곡이 응모하여 예선을 거쳐 12곡이 본선 진출(평균 경쟁률 25대 1). \| 참가번호 \| 곡명 \| 작사 \| 작곡 \| 가창자 \| 비고 \| \| -------- \| ------------------ \| ------ \| ------ \| -------------------------------------------------------------------------------------------------------------------------------------------------------------------------------------------------------------------------------------------------------------------------------- \| ----------------- \| \| 1 \| 짜짜 짜장면 \| 이수영 \| 이명진 \| 노래마을 아이들(대구) 양은유(교대부설초 4) · 정하윤(상원초 4) · 김루아(계성초 3) · 권윤솔(고산초 3) · 김소희(동일초 3) · 최다윤(효성초 3) · 김세인(동천초 2) · 김레인(한실초 2) \| 인기상 \| \| 2 \| 새학년 새학기 \| 이지은 \| \| 하정이랑 유이랑(서울) 임하정(도성초 3) · 이유이(역촌초 3) \| \| \| 3 \| 늘 빛나는 아이들 \| 이명진 \| 박은도 \| 마음의 키(경기) 복누리(수원 송원초 6) · 강려원(화성 한율초 6) · 황유진(성남 낙생초 6) · 남지아(용인 신리초 5) · 배재희(용인 석현초 5) · 최예지(용인 상하초 4) · 고해나(용인 흥덕초 4) · 도은유(서울 한얼초 4) · 박서은(인천 영화초 3) \| 금상 \| \| 4 \| 병아리의 꿈 \| 박경린 \| \| 해피키즈(울산) 이아현, 김민주(백양초 6) · 서예일, 김윤아(대현초 4) · 진예원(삼산초 4) · 김보민(용연초 3) · 박지해(무거초 3) · 이라원(여천초 3) · 박서하(월봉초 2) · 전채현(옥서초 2) \| 은상 \| \| 5 \| 바닷속 생일파티 \| 김남숙 \| 신혜경 \| 조서연(경기 광주 양벌초 4) \| \| \| 6 \| 이야기 좀 들어줄래 \| 심진하 \| 김푸른 \| 노래하는 햇살들(부산·경남) 김효빈, 배은유(부산 용수초 6) · 임채린(김해 봉명초 6) · 최소윤(김해 진영대흥초 6) · 이소원(김해 석봉초 5) · 김예나(김해 덕정초 4) · 정하율(부산 명워초 4) · 황해봄(부산 정관초 4) · 홍예랑(김해 봉명초 3) · 장시우(김해 구지초 2) \| 좋은노랫말상·대상 \| \| 7 \| 수세미 \| 김영경 \| 김은선 \| 꿈이 크는 작은 아이들(경기) 김라솜(용인 대청초 2) · 윤서진(용인 정평초 1) \| \| \| 8 \| 늦잠 잔 날 \| 황서영 \| 안진현 \| 거제 유스콰이어(경남) 김세린(거제 양지초 6) · 윤효주(거제 내곡초 6) · 이루미, 이수정(거제 수월초 6) · 김서연(거제 아주초 5) · 김소희(거제 제산초 5) · 김승기(거제 장평초 5) · 선송현(거제 대우초 5) · 엄다현(거제 아주초 4) · 윤효정(거제 내곡초 4) \| \| \| 9 \| 하늘과 바다 이야기 \| 이다원 \| 고성환 \| 정영교(부산 동성초 6) \| \| \| 10 \| 치킨 네가 이겼다 \| 동수연 \| \| 치킨무 중창단(부산·경남) 박지윤(부산 교대부설초 6) · 이예서(부산 외국인학교 6) · 이수아(부산 교대부설초 5) · 김소희, 서유주, 김태희(부산 혜화초 5) · 이승아, 김윤서(부산 혜화초 4) · 조예서(김해 진영대흥초 4) · 이예람(부산 교대부설초 3) \| \| \| 11 \| 나비의 노래 \| 김영경 \| \| 김태이(서울 화랑초 4) · 신지아(경기 미사중앙초 4) \| 동상 \| \| 12 \| 코코 코끼리 \| 이수영 \| 유경수 \| 해맑은 아이들(서울·경기) 채율희(평택 세아초 6) · 박시윤(서울 계성초 5) · 옥은서(서울 반원초 4) · 박무강(서울 원촌초 4) · 박서정(서울 서래초 3) · 이서정(김포 하늘빛초 3) · 김은세(서울 경인초 3) · 조아연(서울 동산초 3) · 강제이(채드윅 송도국제학교 2) · 백기영(서울 경희초 2) \| 장려상 \| |                    |        |        | |                   |
| 참가번호 | 곡명               | 작사   | 작곡   | 가창자 | 비고              |
| 1 | 짜짜 짜장면        | 이수영 | 이명진 | 노래마을 아이들(대구) 양은유(교대부설초 4) · 정하윤(상원초 4) · 김루아(계성초 3) · 권윤솔(고산초 3) · 김소희(동일초 3) · 최다윤(효성초 3) · 김세인(동천초 2) · 김레인(한실초 2)                                                                                                  | 인기상            |
| 2 | 새학년 새학기      | 이지은 |        | 하정이랑 유이랑(서울) 임하정(도성초 3) · 이유이(역촌초 3) |                   |
| 3 | 늘 빛나는 아이들   | 이명진 | 박은도 | 마음의 키(경기) 복누리(수원 송원초 6) · 강려원(화성 한율초 6) · 황유진(성남 낙생초 6) · 남지아(용인 신리초 5) · 배재희(용인 석현초 5) · 최예지(용인 상하초 4) · 고해나(용인 흥덕초 4) · 도은유(서울 한얼초 4) · 박서은(인천 영화초 3)                                            | 금상              |
| 4 | 병아리의 꿈        | 박경린 |        | 해피키즈(울산) 이아현, 김민주(백양초 6) · 서예일, 김윤아(대현초 4) · 진예원(삼산초 4) · 김보민(용연초 3) · 박지해(무거초 3) · 이라원(여천초 3) · 박서하(월봉초 2) · 전채현(옥서초 2)                                                                                             | 은상              |
| 5 | 바닷속 생일파티    | 김남숙 | 신혜경 | 조서연(경기 광주 양벌초 4) |                   |
| 6 | 이야기 좀 들어줄래 | 심진하 | 김푸른 | 노래하는 햇살들(부산·경남) 김효빈, 배은유(부산 용수초 6) · 임채린(김해 봉명초 6) · 최소윤(김해 진영대흥초 6) · 이소원(김해 석봉초 5) · 김예나(김해 덕정초 4) · 정하율(부산 명워초 4) · 황해봄(부산 정관초 4) · 홍예랑(김해 봉명초 3) · 장시우(김해 구지초 2)                     | 좋은노랫말상·대상 |
| 7 | 수세미             | 김영경 | 김은선 | 꿈이 크는 작은 아이들(경기) 김라솜(용인 대청초 2) · 윤서진(용인 정평초 1) |                   |
| 8 | 늦잠 잔 날         | 황서영 | 안진현 | 거제 유스콰이어(경남) 김세린(거제 양지초 6) · 윤효주(거제 내곡초 6) · 이루미, 이수정(거제 수월초 6) · 김서연(거제 아주초 5) · 김소희(거제 제산초 5) · 김승기(거제 장평초 5) · 선송현(거제 대우초 5) · 엄다현(거제 아주초 4) · 윤효정(거제 내곡초 4)                              |                   |
| 9 | 하늘과 바다 이야기 | 이다원 | 고성환 | 정영교(부산 동성초 6) |                   |
| 10 | 치킨 네가 이겼다   | 동수연 |        | 치킨무 중창단(부산·경남) 박지윤(부산 교대부설초 6) · 이예서(부산 외국인학교 6) · 이수아(부산 교대부설초 5) · 김소희, 서유주, 김태희(부산 혜화초 5) · 이승아, 김윤서(부산 혜화초 4) · 조예서(김해 진영대흥초 4) · 이예람(부산 교대부설초 3)                                       |                   |
| 11 | 나비의 노래        | 김영경 |        | 김태이(서울 화랑초 4) · 신지아(경기 미사중앙초 4) | 동상              |
| 12 | 코코 코끼리        | 이수영 | 유경수 | 해맑은 아이들(서울·경기) 채율희(평택 세아초 6) · 박시윤(서울 계성초 5) · 옥은서(서울 반원초 4) · 박무강(서울 원촌초 4) · 박서정(서울 서래초 3) · 이서정(김포 하늘빛초 3) · 김은세(서울 경인초 3) · 조아연(서울 동산초 3) · 강제이(채드윅 송도국제학교 2) · 백기영(서울 경희초 2) | 장려상            |